# Colombelles
Pour l’article ayant un titre homophone, voir Colombelle.
Colombelles est une commune française, située dans le département du Calvados en région Normandie, peuplée de 7 015 habitants.
Restée pendant des siècles un village rural ne dépassant jamais les trois cents habitants, elle est devenue très rapidement une ville ouvrière au début du XXe siècle, avec l'implantation en 1913 sur une partie de son territoire d'une usine sidérurgique qui va transformer son paysage et la composition sociale de sa population.
Détruite à près de 80 % pendant la Seconde Guerre mondiale, Colombelles a reçu le 11 novembre 1948 la Croix de guerre avec étoile d'argent, accompagnée de cette citation : « Ville ouvrière très patriote. A eu pendant l'occupation une belle attitude. A été détruite aux quatre cinquièmes au cours de la bataille de Caen. A supporté avec un grand courage ses deuils et ses ruines. Travaille avec ardeur à se relever et à produire à nouveau ». Adoptée en 1945, sa devise est « Le travail dans la paix ».
La reconstruction de la ville prit douze ans et celle du site industriel de la Société métallurgique de Normandie s'acheva en 1952, année qui marqua son retour à une capacité de production d'acier brut supérieure à celle d'avant 1940.
Depuis 2006, Colombelles s'est engagée dans un vaste projet de renouvellement urbain de son centre-ville et dans la création de deux quartiers nouveaux d'habitat, l'un sur l'ancien site de la SMN démantelé en 1993-1994 et l'autre à proximité de celui-ci : Jean-Jaurès et Le Libéra.

## Géographie

### Localisation
Colombelles se situe dans la plaine de Caen, au nord-est de l'agglomération, entre vallée de l'Orne et plateau calcaire.
| Hérouville-Saint-Clair             | Blainville-sur-Orne    | Ranville, Hérouvillette |
| Hérouville-Saint-Clair             | Colombelles            | Cuverville              |
| Mondeville, Hérouville-Saint-Clair | Giberville, Mondeville | Giberville              |

### Relief
Son altitude moyenne est de 30 m environ pour une superficie de 714 ha. La commune est presque entièrement implantée sur la rive droite de l'Orne bien qu'une partie s'étende sur sa rive gauche, héritage du tracé de l'ancien lit du fleuve avant son redressement au XVIIIe siècle.
Le diagnostic du plan local d'urbanisme de la commune distingue trois grandes entités géographiques sur son territoire : le plateau agricole désormais urbanisé, le coteau est de la vallée de l'Orne où se situe le village d'origine, et la vallée de l'Orne qui accueille aujourd'hui une zone industrielle (Renault Trucks).
Faiblement pentu, le plateau présente une ligne de crête au niveau de la RD 613. Le coteau qui fait le lien avec le fond de vallée présente deux profils bien distincts.

### Voies de communication et transports

#### Voies terrestres
La commune est traversée par les routes départementales 513 et 226. Cette dernière supporte un important trafic de transit et notamment de poids-lourds qui empruntent cet itinéraire pour rejoindre, depuis l'autoroute A 13, la quatre-voies vers Ouistreham et éviter ainsi le viaduc de Calix, point névralgique du périphérique de Caen. Par sa surfréquentation, la RD 226 accentue la coupure qu'elle provoque entre le quartier de Jean-Jaurès et le centre-ville de Colombelles. Un projet de desserte portuaire a donc été envisagé pour délester la RD 226 et la transformer en boulevard urbain, plus compatible avec l'urbanisation environnante. Le tracé de cette desserte, validé en 2012, traverse les anciens terrains de la Société métallurgique de Normandie, reliant le rond-point Normandial à Colombelles à la D 402 à Hérouville-Saint-Clair. Inaugurée et ouverte à la circulation le 8 juillet 2020, la nouvelle liaison routière permet par ailleurs d'organiser la desserte de la future base de maintenance éolienne de Courseulles-sur-Mer. La première phase de ce chantier d'envergure a été lancée en septembre 2018 sous maîtrise d'ouvrage du conseil départemental du Calvados.
Les travaux, qui ont pris deux années, ont été programmés en trois tranches :
- de septembre à décembre 2018 : terrassement de la future liaison entre les RD 402 et RD 403 ;
- 2019 : construction du nouveau viaduc de franchissement de l'Orne, long de 148 mètres, et installation en deux phases de poussée au-dessus du fleuve entre juin et juillet ;
- 1er semestre 2020 : réalisation des derniers équipements (anti-bruit et garde-corps) et de la chaussée puis mise en place de la signalisation[6],[7].

Les travaux se sont élevés dans leur globalité à 12,5 millions d'euros, en co-financement Département, Région et Communauté urbaine.
La deuxième phase des travaux d'aménagement de la desserte portuaire consistera à relier le nouveau carrefour giratoire de la RD 402 à celui de Renault Trucks. Elle sera réalisée sous maîtrise d’ouvrage de Caen la mer. Le calendrier de la réalisation de cette seconde section dépendra de celui des aménagements de la Presqu’île de Caen et de la ZAC d’Hérouville Saint-Clair. Le budget prévisionnel de cette deuxième phase, qui sera porté en totalité par la communauté urbaine, est de 1,5 million d'euros.
Le nouveau viaduc construit en 2019 repose sur trois appuis en béton armé : deux culées aux extrémités et une pile centrale de 10 mètres de haut. Le plancher de l'ouvrage a été réalisé en dalles préfabriquées en usine, posées sur la charpente métallique puis clavetées par un béton armé de liaison. Le viaduc a été équipé d'écrans antibruit afin de réduire les nuisances sonores. L'ouvrage a été dénommé « Viaduc du Haut-Plateau » en référence au passé industriel du site sur lequel il se trouve implanté (ancienne usine sidérurgique) et à la particularité géographique du lieu, en surplomb de l'Orne.
| 148 mètres  | longueur du tablier                           |
| 12,8 mètres | largeur du tablier                            |
| 360 mètres  | longueur des pieux de fondation               |
| 630 tonnes  | poids des poutres métalliques                 |
| 268 tonnes  | poids des armatures métalliques du béton armé |
| 1 600 m3    | volume total du béton                         |
| 401 mètres  | d'écrans acoustiques                          |

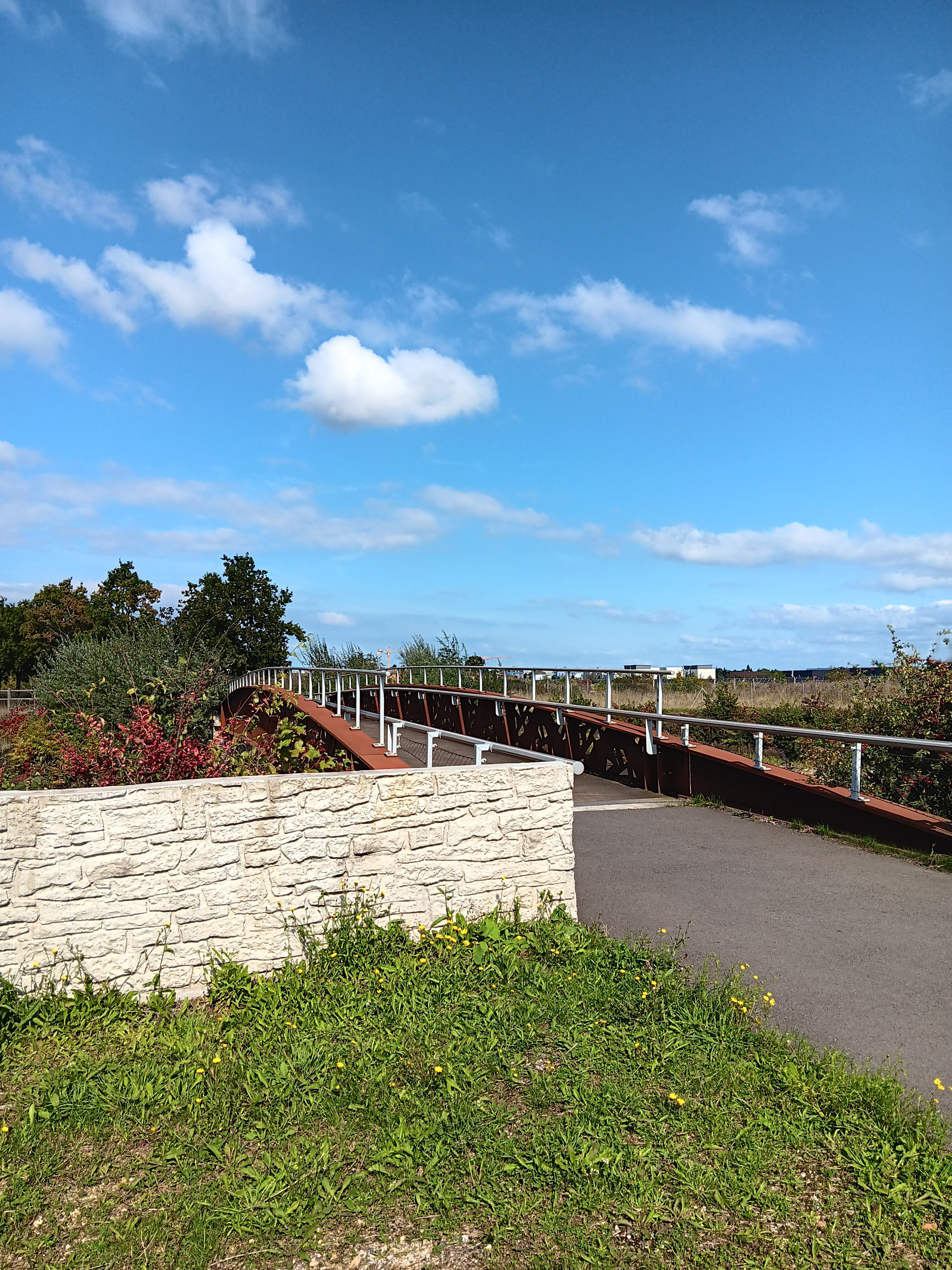
Passerelle de l'allée cavalière (septembre 2024).

En parallèle à la création de ce viaduc, une passerelle est construite afin de rétablir l'allée cavalière du site pour les circulations douces. Accessible aux piétons et aux cyclistes, elle mesure 28 mètres de long et 3 mètres de large, pour un gabarit de 6,5 mètres.

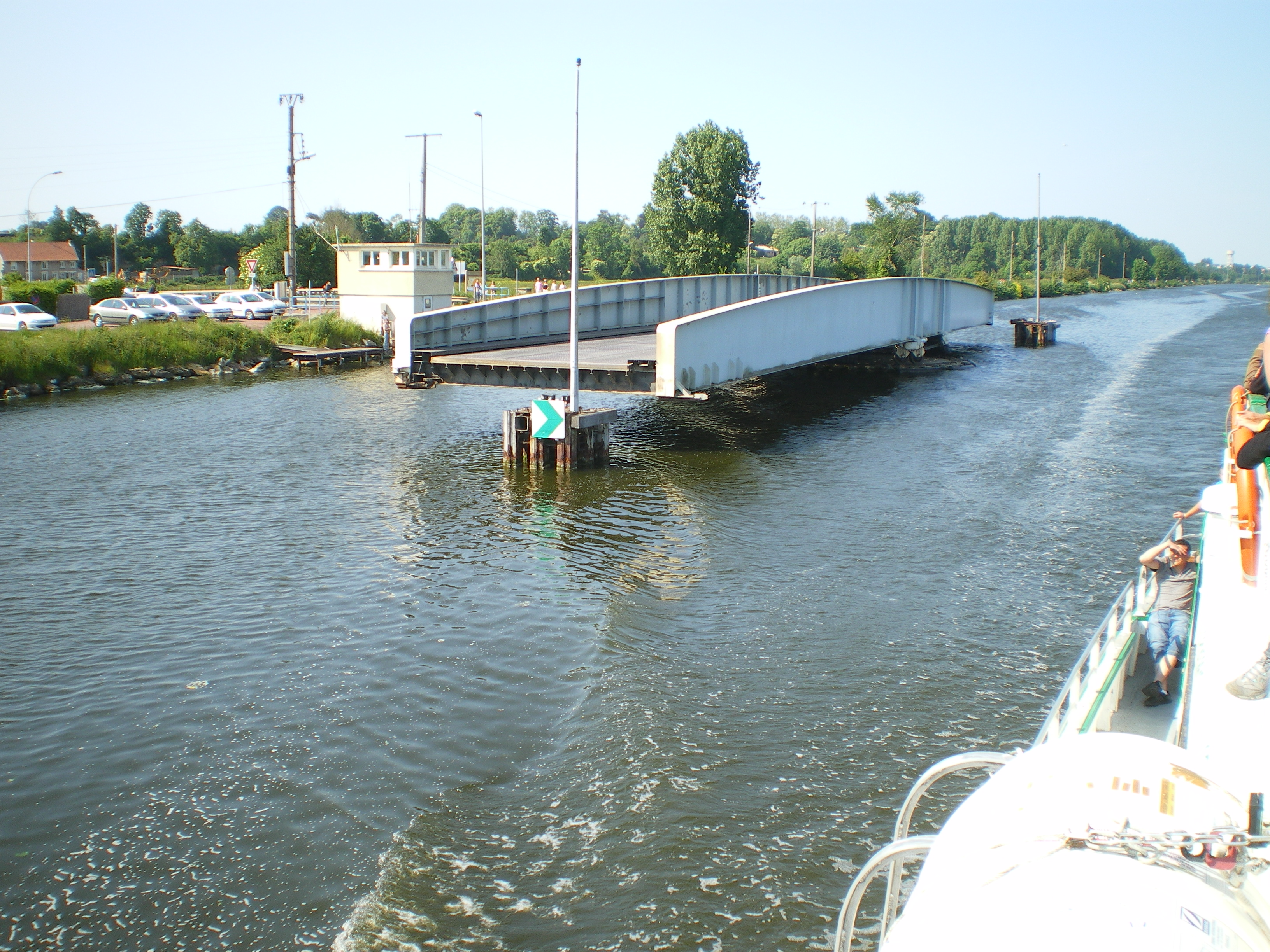
Le pont tournant (2009).

En tant que maillon de la continuité de desserte portuaire, le pont de Colombelles sera reconstruit en aval de sa position actuelle sous maîtrise d'ouvrage de Ports de Normandie. Il comprendra une route 2x1 voie et une piste pour les piétons et les cycles. La passe de navigation sera portée de 30 à 40 mètres. Le pont tournant actuel, ouvert à la circulation en 1959, s'avère en effet trop vétuste pour supporter l'augmentation de trafic que provoque la nouvelle desserte. La livraison de ce nouvel ouvrage, initialement attendue fin 2022, devrait intervenir en 2025, l'enquête publique, menée du 16 octobre au 16 novembre 2023, n'ayant pas suscité d'observations sur le projet. Le nouveau pont sera similaire à l'ancien, c'est-à-dire, un pont tournant dont les manœuvres seront commandées par le système de téléconduite des ouvrages de Ports de Normandie.
La commune de Colombelles est desservie par les lignes fortes 6 et 9 du réseau Twisto, la ligne complémentaires 110, ouverte à tous, qui relie directement Colombelles aux lycées Rostand et Fresnel de Caen et la ligne de soirée Flexo 3 entre le centre-ville caennais et Colombelles ainsi que par la ligne 111 du réseau Nomad Car qui relie Caen au Havre.
La navette dédiée du réseau Twisto qui dessert par ailleurs, matin et soir, le site industriel de Renault Trucks à Colombelles, a été remplacée depuis le 29 juillet 2019 par le service Flexo Pro, ses horaires et fonctionnement restant inchangés.
Depuis la rentrée scolaire 2018-2019, une nouvelle ligne de bus sur le réseau Twisto, la 121, relie la commune au collège Gisèle-Guillemot de Mondeville. Cette création de ligne fait suite à la fermeture du collège Henri-Sellier annoncée par le conseil départemental du Calvados en septembre 2017.

##### Voies douces
À l'est, la voie verte cyclo-pédestre Colombelles/Giberville/Mondeville qui se trouve sur l'emprise de l'ancienne voie de chemin de fer minier de la Société métallurgique de Normandie a été ouverte au public fin juin 2018. Longue de 4,3 km et large de 4 m, c'est un espace mixte de circulation douce avec accès aux personnes à mobilité réduite (PMR). Quatre rampes y donnent accès dont une sur le territoire de la commune de Colombelles dans la zone Normandial.
Reliant le quartier Jean-Jaurès au quartier du Plateau, l'allée cavalière est un parcours vélo-piétons sécurisé d'environ un kilomètre qui enjambe la desserte portuaire par une passerelle depuis l'été 2019. Une nouvelle voie verte, inaugurée le 3 juillet 2023, la relie au futur quartier de la presqu'île hérouvillaise sur un trajet long de 3,3 km.
Fermée depuis fin 2018 en raison des travaux de construction de la nouvelle desserte portuaire, la route communale reliant Colombelles et Mondeville, le long de l'Orne, n'a pas été rouverte à la circulation automobile mais transformée en voie douce. Elle s'inscrit dans la continuité de la piste cyclable du cours Montalivet et permet de rejoindre le chemin de halage qui conduit à la mer à partir du pont de Colombelles. Les aménagements nécessaires à l'accès à l'aire des gens du voyage et au stand de tir du Trip normand ont été réalisés au printemps 2020.
À l'ouest, Colombelles est traversée par le sentier de grande randonnée 36 qui relie la Manche à la Méditerranée de Ouistreham à Bourg-Madame. Le GR 36 suit l'ancien chemin de halage de l'Orne.

#### Voies maritimes
Dans la partie nord-ouest de son territoire située sur la rive gauche de l'Orne et où se trouve implantée la zone industrielle de la Vallée, la commune est traversée par le canal maritime de Caen à la mer qui relie le port de plaisance intérieur à la ville au port côtier de Ouistreham. L'Orne n'est plus en effet navigable depuis le début du XXe siècle.

#### Transports ferroviaire et aérien
Colombelles se situe à moins d'un quart d'heure de la gare SNCF de Caen et à 40 min environ de l'aéroport de Caen-Carpiquet (15 km).

### Hydrographie

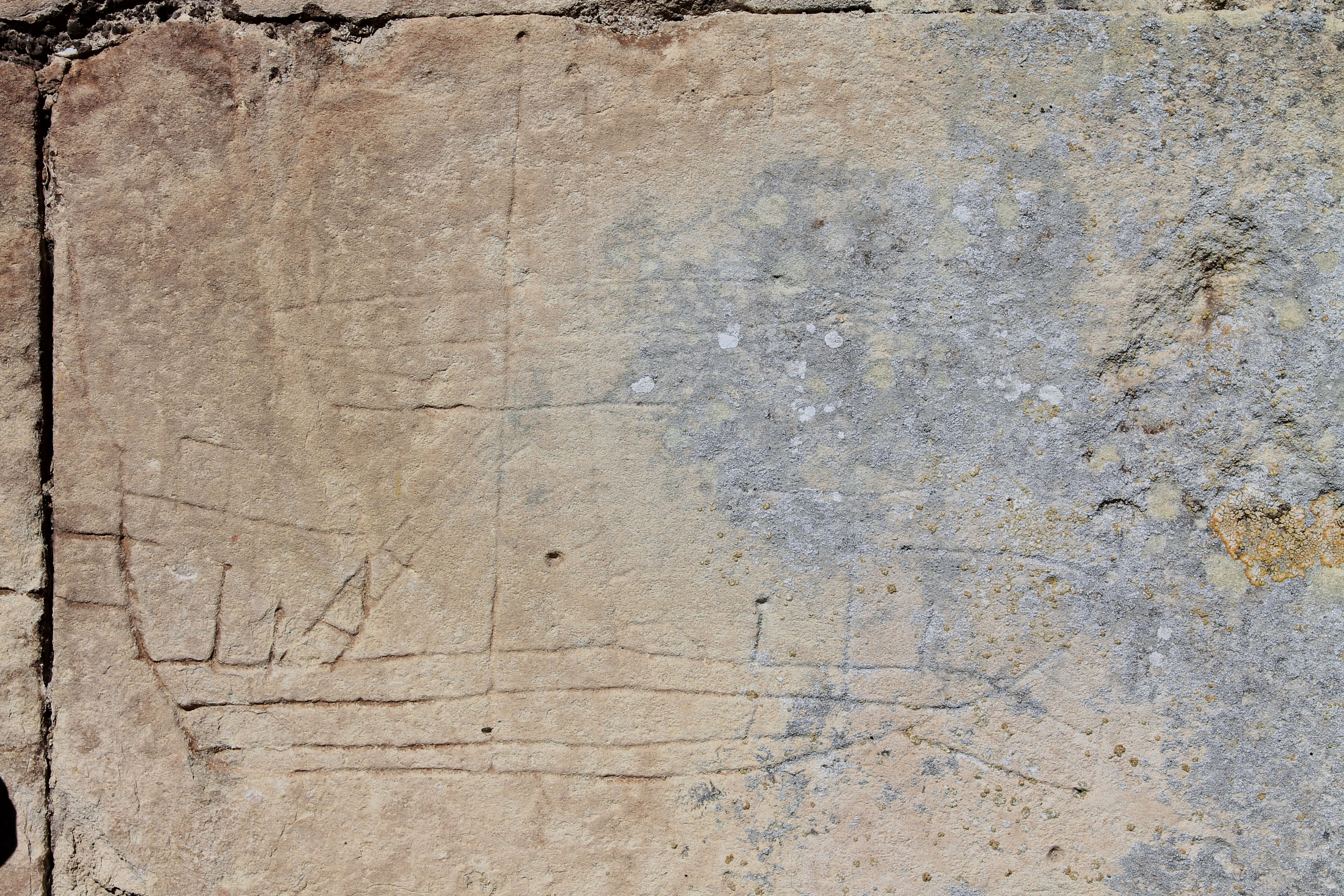
Graffiti d'embarcation.

La commune de Colombelles est traversée par un seul cours d'eau, l'Orne, à laquelle son histoire est intimement liée puisque son implantation originelle, au plus tard au XIe siècle, est due au gué puis au bac qui permettaient son franchissement.
Au XVIe siècle, François Ier ordonne les premiers travaux de redressement de l'Orne. D'un faible dénivelé, le fleuve était en effet particulièrement sinueux, ce qui augmentait la durée de transport fluvial entre Caen et la mer. Un premier canal rectiligne est alors creusé sous le hameau de Longueval qui faisait à cette époque-là partie de Colombelles.
Au XVIIe siècle, Colbert, qui possédait des terres à Hérouville, relance les travaux et le redressement de l'Orne est entrepris de 1677 à 1679 entre Ranville et Clopée, alors intégrée à Colombelles.
En 1780, pour remédier à l'envasement du lit du fleuve, est creusé un nouveau lit qui améliore l'accès au port de Caen.
Cependant, en 1837, il est décidé de construire un canal maritime qui sera inauguré vingt ans plus tard. La construction du barrage de Caen en 1911 met fin à la navigation commerciale sur l'Orne et donc au passage des embarcations au pied de Colombelles. Cependant, les nombreux graffiti maritimes que portent les murs de l'église Saint-Martin et de différentes maisons le long de l'ancien chemin de halage témoignent de ce passé.

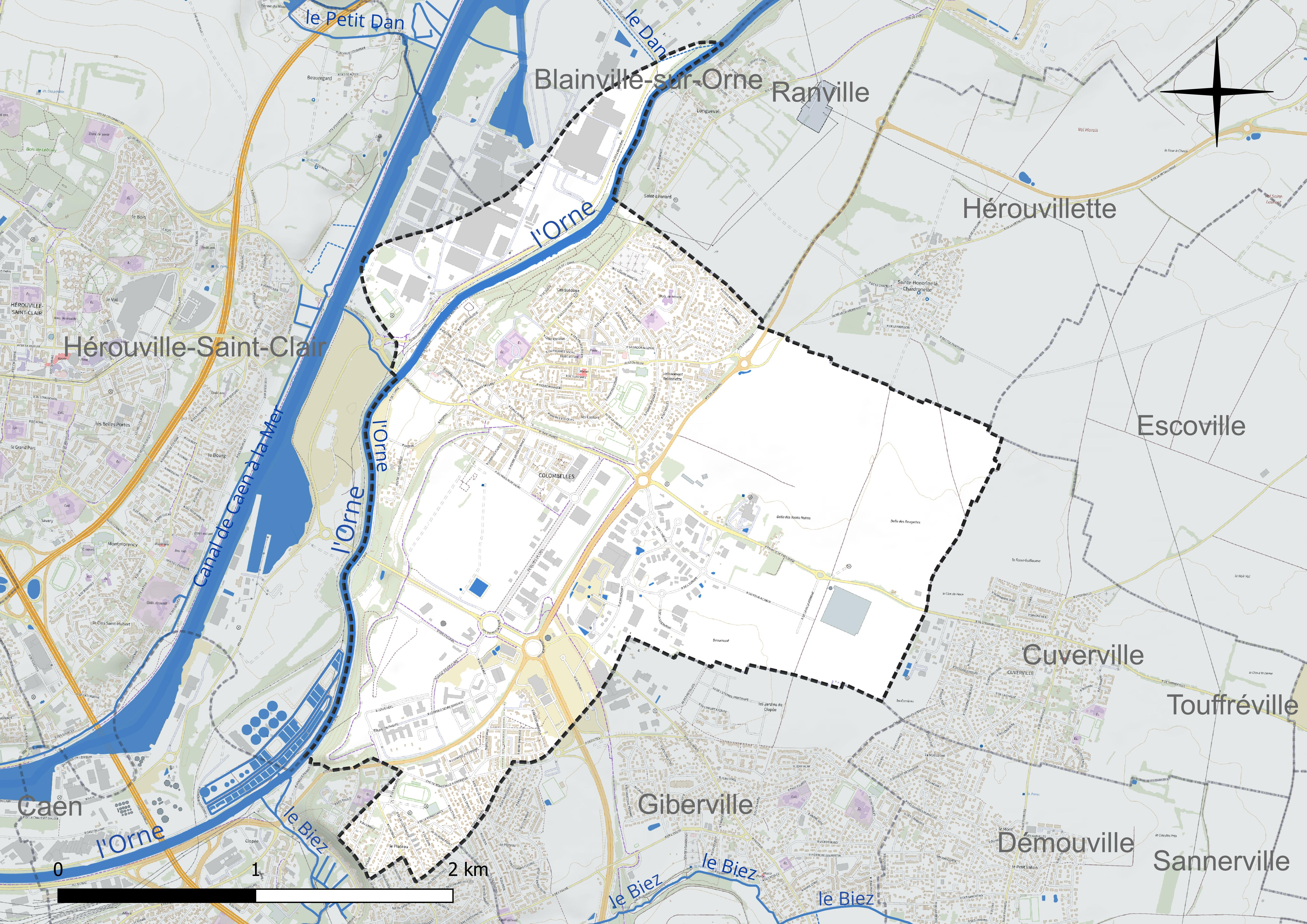
Réseau hydrographique de Colombelles.

### Géologie
Le sol se caractérise par des formations limoneuses, argileuses sur le plateau, sableuses en bord de l'Orne. Ces limons peuvent présenter de 2 à 3 m d'épaisseur. Dans le secteur qu'occupait l'ancienne SMN, les sols ont été altérés et remaniés.

### Climat
Pour des articles plus généraux, voir Climat de la Normandie et Climat du Calvados.
En 2010, le climat de la commune est de type climat océanique altéré, selon une étude du CNRS s'appuyant sur une série de données couvrant la période 1971-2000. En 2020, Météo-France publie une typologie des climats de la France métropolitaine dans laquelle la commune est exposée à un climat océanique et est dans la région climatique Normandie (Cotentin, Orne), caractérisée par une pluviométrie relativement élevée (850 mm/a) et un été frais (15,5 °C) et venté. Parallèlement le GIEC normand, un groupe régional d’experts sur le climat, différencie quant à lui, dans une étude de 2020, trois grands types de climats pour la région Normandie, nuancés à une échelle plus fine par les facteurs géographiques locaux. La commune est, selon ce zonage, exposée à un « climat des plateaux abrités », correspondant à la plaine agricole de Caen à Falaise, sous le vent des collines de Normandie et proche de la mer, se caractérisant par une pluviométrie et des contraintes thermiques modérées.
Pour la période 1971-2000, la température annuelle moyenne est de 10,7 °C, avec une amplitude thermique annuelle de 12,1 °C. Le cumul annuel moyen de précipitations est de 682 mm, avec 12,2 jours de précipitations en janvier et 7,2 jours en juillet. Pour la période 1991-2020, la température moyenne annuelle observée sur la station météorologique la plus proche, située sur la commune de Sallenelles à 8 km à vol d'oiseau, est de 11,8 °C et le cumul annuel moyen de précipitations est de 735,8 mm,. Pour l'avenir, les paramètres climatiques de la commune estimés pour 2050 selon différents scénarios d’émission de gaz à effet de serre sont consultables sur un site dédié publié par Météo-France en novembre 2022.

### Écologie et recyclage
En ce qui concerne l'occupation des sols, la commune comporte 65 % de territoires artficialisés, 30,2 % de terres agricoles et 4,8 % de forêts et milieux semi-naturels.
Colombelles se trouve sur le territoire de l'agence de l'eau Seine-Normandie et se situe dans le bassin versant de l'Orne.
La commune est dans le périmètre du schéma d'aménagement et de gestion des eaux (SAGE) Orne Aval-Seulles.
En ce qui concerne les risques, Colombelles est concernée par les risques naturels d'inondation (crue), de tempêtes et de grains ainsi que de mouvements de terrain (coulées de boue), par le risque industriel, par le risque technologique (transport de matières dangereuses) et par le risque de sismicité (niveau 2, faible).
La commune disposait d'une unité de valorisation énergétique des déchets, avec parcours pédagogique qui avait été ouvert à la visite l'été 2018. Elle relevait du syndicat pour la valorisation et l'élimination des déchets de l'agglomération caennaise (SYVEDAC). Ne répondant plus aux besoins de la population, elle a été remplacée par une déchèterie de nouvelle génération, à quelques mètres de l'ancienne, dans la ZA Lazzaro Sud, qui a ouvert ses portes au public le 18 mars 2024. Elle est dotée de 16 quais avec dépose directe au sol, de trois compacteurs pour le bois, le carton et le métal afin de réduire la rotation des camions, d'un local réemploi et d'un espace pédagogique destiné à promouvoir la prévention et le tri des déchets produits par les ménages. Ce nouvel équipement a été entièrement financé par la communauté urbaine Caen la mer.
Colombelles accueillera le futur centre de tri interdépartemental des emballages ménagers recyclables Normantri dont la mise en service était initialement attendue en 2023 mais qui devrait intervenir au début du second semestre 2025. Ce centre sera implanté dans la zone d'activité Lazzaro et concernera 14 établissements publics de coopération intercommunale (EPCI) des départements du Calvados, de la Manche et de l'Orne et 1,2 M d'habitants dont les déchets en emballages hors verre sont estimés à 48 kg par an. L'infrastructure sera portée par une société publique locale (SPL) officiellement créée en janvier 2020. La consultation pour la sélection du constructeur et futur exploitant du centre a été lancée en novembre 2020 dans le cadre de la procédure de marché public global de performance. L'attributaire du marché est désigné le 8 décembre 2021 mais le 30 décembre, l'un des candidats non retenus assigne la SPL en référé précontractuel devant le tribunal d'instance de Rennes qui lui fait droit et annule la décision d'attribution du marché par jugement du 8 avril 2022. En mai 2022, la SPL annonce sa décision d'initier une nouvelle procédure de passation du marché. Le second appel d'offres est remporté en mai 2023 par l'attributaire désigné en 2021. Les travaux ont démarré le 14 novembre 2024.

## Urbanisme

### Typologie
Au 1er janvier 2024, Colombelles est catégorisée grand centre urbain, selon la nouvelle grille communale de densité à 7 niveaux définie par l'Insee en 2022.
Elle appartient à l'unité urbaine de Caen, une agglomération intra-départementale dont elle est une commune de la banlieue,. Par ailleurs la commune fait partie de l'aire d'attraction de Caen, dont elle est une commune du pôle principal,. Cette aire, qui regroupe 296 communes, est catégorisée dans les aires de 200 000 à moins de 700 000 habitants,.

### Occupation des sols
L'occupation des sols de la commune, telle qu'elle ressort de la base de données européenne d’occupation biophysique des sols Corine Land Cover (CLC), est marquée par l'importance des territoires artificialisés (65 % en 2018), en augmentation par rapport à 1990 (60 %). La répartition détaillée en 2018 est la suivante :
zones industrielles ou commerciales et réseaux de communication (41,6 %), terres arables (27 %), zones urbanisées (23,4 %), milieux à végétation arbustive et/ou herbacée (4,7 %), prairies (3,1 %), eaux continentales (0,1 %). L'évolution de l’occupation des sols de la commune et de ses infrastructures peut être observée sur les différentes représentations cartographiques du territoire : la carte de Cassini (XVIIIe siècle), la carte d'état-major (1820-1866) et les cartes ou photos aériennes de l'IGN pour la période actuelle (1950 à aujourd'hui).

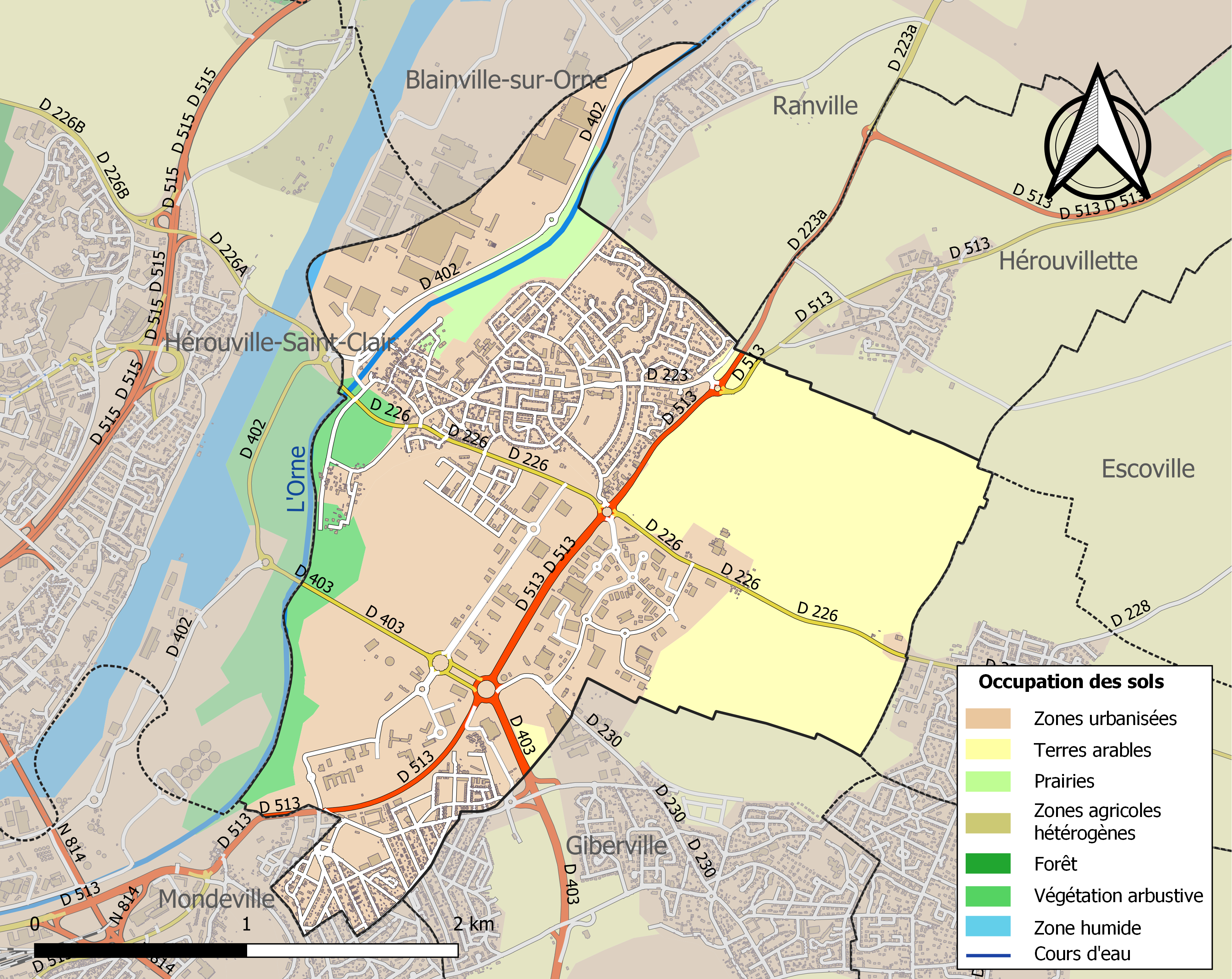
Carte des infrastructures et de l'occupation des sols de la commune en 2018 (CLC).

### Morphologie urbaine
Plus de la moitié du territoire communal est urbanisé en 2018 et il ne resterait plus qu'une seule exploitation agricole.
Le territoire de la commune est divisé en secteurs :
- le Bas de Colombelles et l'ancien Bac (quartier le plus ancien, rue de la République et rue de l'Orne) ;
- le groupe scolaire Henri-Sellier (1934)[50], la rue Jules-Guesde, le bois (ancien parc du château) et la cité Suédoise (1948)[51] ;
- le centre-ville actuel (mairie construite en 1957)[52] reconfiguré à partir de 2006 avec, notamment, l'extension de l'hôtel de ville et la création d'une halle ouverte polyvalente sur la place centrale ;
- le quartier du Bois (années 1980) ;
- la ZAC Lazzaro (éponyme du premier propriétaire de l'hôtel-restaurant situé au carrefour portant son nom[Note 7]) ;
- la partie colombelloise du Plateau, avec ses nouveaux quartiers d'habitat Jean-Jaurès et Libera créés dans le cadre de la reconquête de la friche industrielle de l'ex-SMN (années 2010)[53].

### Planification urbaine
Colombelles dispose d'un plan local d'urbanisme (PLU) approuvé par le conseil municipal le 24 février 2014.
À la suite du transfert de la compétence « urbanisme » à la communauté urbaine en 2017, ce PLU a fait l'objet de deux premières modifications, approuvées en conseil communautaire du 27 juin 2019, pour permettre, d'une part, l'ouverture à l'urbanisation d'une zone dénommée « Lazzaro sud » (devenue depuis Lazzaro 3) et pour apporter, d'autre part, des corrections et ajustements sur le règlement écrit et graphique adopté en 2014. L'aménagement du site avait pour double ambition de développer les capacités d'accueil d'activités économiques sur ce secteur de la commune et de reconvertir qualitativement cette friche en créant un paysage nouveau. La deuxième modification avait notamment pour objectif de permettre la réalisation de deux projets portant, l'un, sur la création de serres de culture en zone 2AU ; l'autre, sur l'implantation d'une plateforme de valorisation des terres du plateau. Une troisième modification du document urbanisme a été engagée dans la foulée pour rendre possible le projet de ZAC Lazzaro 3 (adaptation du plan de zonage, amendement du règlement et création d'une OAP). Elle a été approuvée par délibération communautaire du 26 septembre 2019.
En 2021, a été engagée une quatrième modification, soumise à enquête publique du 28 mars au 29 avril 2022. Elle a pour objectif de permettre le réaménagement de la rue Jean Jaurès, qui s'inscrit dans la stratégie de réduction de la coupure existant entre la ville historique et le nouveau quartier. L'ouverture à la circulation du barreau routier qui dessert désormais la presqu'ile de Caen depuis le giratoire Normandial rend par ailleurs nécessaire cette nouvelle adaptation de la réglementation.
La commune de Colombelles a vocation à intégrer le plan local d'urbanisme intercommunal de Caen la Mer, dont l'élaboration a débuté en 2022. Elle participe, à ce titre, à la première phase de réalisation du diagnostic territorial. Selon le calendrier d'élaboration prévisionnel, ce PLUI devrait être arrêté en 2025 pour une approbation après enquête publique envisagée en 2026.
Plus largement, la commune s'inscrit dans le schéma de cohérence territoriale (SCoT) Caen Métropole. Colombelles appartient au deuxième cercle de l'agglomération, la « couronne urbaine », qui a vocation « à renforcer sa dynamique de construction, à mobiliser son potentiel de densification, à renforcer et développer son offre de services et d'équipements en complémentarité, voire en réseau avec ceux du centre urbain métropolitain ».

### Projet d'écoquartier «La Clairière»
Dans le cadre de la reconversion du site de l'ancien collège Henri Sellier, fermé en 2018, un projet d'écoquartier est mis à l'étude « dans un lieu stratégique de Colombelles, entre le bois, le groupe scolaire, la cité suédoise et le centre-ville ». Ce projet, qui participe à la fois du renouvellement urbain et de la renaturation de la ville, a fait l'objet d'une première réunion publique le 20 décembre 2023.

### Logement
En matière de logement, Colombelles se situe en zone dite « tendue », la commune faisant partie de la zone B1. À ce titre, elle est éligible au dispositif Pinel.
Selon une étude réalisée par le comparateur en ligne de biens immobiliers neufs, Gridky, et dévoilée le 29 mai 2020 par le magazine Capital, Colombelles figure parmi les dix villes les plus attractives de France : en 5e position en termes de maximisation de plus-value et en 10e position en termes de rentabilité locative.
Selon les données INSEE 2021, la commune comptabilise 3 350 logements, constitués en quasi-totalité de résidences principales (seulement 25 résidences secondaires de déclarées à cette date). Le taux de vacance s'élève à 4 %. Près de 39,9 % des logements sont occupés depuis 10 ans ou plus et seuls 35,4 % des occupants en sont propriétaires. Toujours à la même date, le parc des logements est constitué de maisons individuelles pour 56,5 %.
En matière d'hébergement, Colombelles compte une maison de retraite de statut privé non lucratif, l'EHPAD Belle Colombe, d'une capacité de 82 places et qui présente une unité Alzheimer ; un foyer de 34 logements pour les personnes autonomes de plus de 60 ans, la résidence Jean Goueslard ; une maison-relais associative de 30 places en internat et une aire d'accueil pour les gens du voyage de 14 places qui se situe à cheval sur le territoire des communes de Colombelles et de Giberville.

### Risques naturels, industriels et liés aux réseaux
Située en partie en vallée de l'Orne, Colombelles est concernée par le risque de submersion marine et le plan de prévention multi-risques de la basse vallée de l'Orne. De même, la commune se trouve concernée par le risque d'inondation (quartier du Bas-Colombelles et secteur de Renaud Trucks). Sa position entre les deux bassins versants de la Gronde et de l'Orne l'expose aussi au risque de ruissellements et de coulées de boue. Le Bas-Colombelles et les prairies qui le prolongent au sud de la RD226 peuvent être touchés par le risque de remontée des nappes d'eau souterraine.
La commune figure parmi les communes du Calvados présentant un risque sismique faible (zone 2).
Une partie du site de Normandial et du Plateau se trouvant à proximité du dépôt pétrolier DPC, établissement classé SEVESO Seuil Haut, ses habitants ont été informés du plan particulier d'intervention élaboré dans le cadre de la prévention des risques industriels majeurs, et qui s'applique dans le rayon de 1 415 m autour du dépôt.
Par ailleurs la commune est traversée par une canalisation de transport d'hydrocarbures appartenant au pipeline Port-Jérôme/Caen, dont la section provient de Mondeville et se dirige vers Hérouvillette ; par une canalisation de gaz en haute pression en provenance de la zone industrialo-portuaire qui borde la commune et à l'ouest par la ligne électrique haute tension Ranville-Caen.

### Desserte numérique
Le projet de déploiement de la fibre optique, lancé fin 2012 par le Département du Calvados, ne concernait pas les communes de l'agglomération de Caen. C'est l'opérateur Orange qui en a eu la charge, ses réseaux étant accessibles à tous les fournisseurs d'accès à l'internet, conformément à la législation en vigueur en France.
Au 1er août 2025, le taux d'éligibilité à la fibre optique des logements de Colombelles s'élève à 84,92 %, la couverture par le réseau cuivre DSL ayant atteint les 100 %. À la même date et en ce qui concerne la téléphonie mobile, le taux de couverture à la 4G est de 100 %, seules 14 antennes 5G étant déployées sur la commune.

## Toponymie
Le nom de la localité est attesté sous les formes Columbellis en 1082 dans le cartulaire de l'abbaye aux Dames, Columbellæ dans un texte en latin du XIIe siècle, Coulombelles  dans le registre de la Relation de la visite des forteresses du Bailliage de Caen en 1371 et Coulumbelles dans un texte en français du XVe siècle.
L'étymologie du nom Colombelles signifierait l'« endroit où l'on élève des pigeons », de columbulus, signifiant pigeon, associé au suffixe de présence en latin -ella.
Le Littré (1880) indique que colombelle est le diminutif de colombe et donne pour définition « petite colombe, au propre et au figuré ».

## Histoire

### Des origines auXIXesiècle

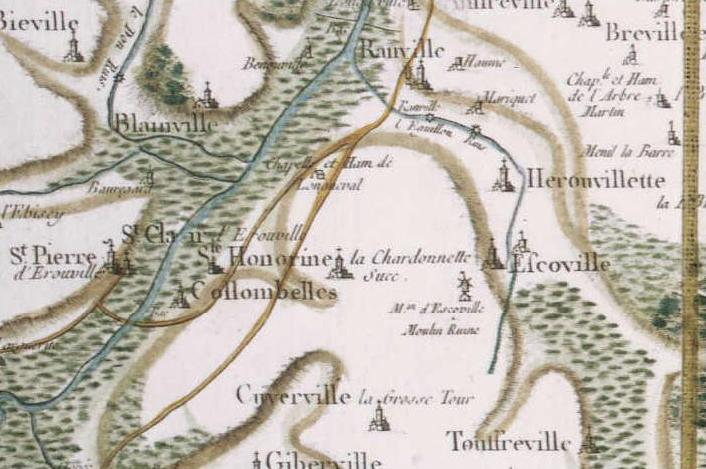
Colombelles sur la carte de Cassini (milieu du).

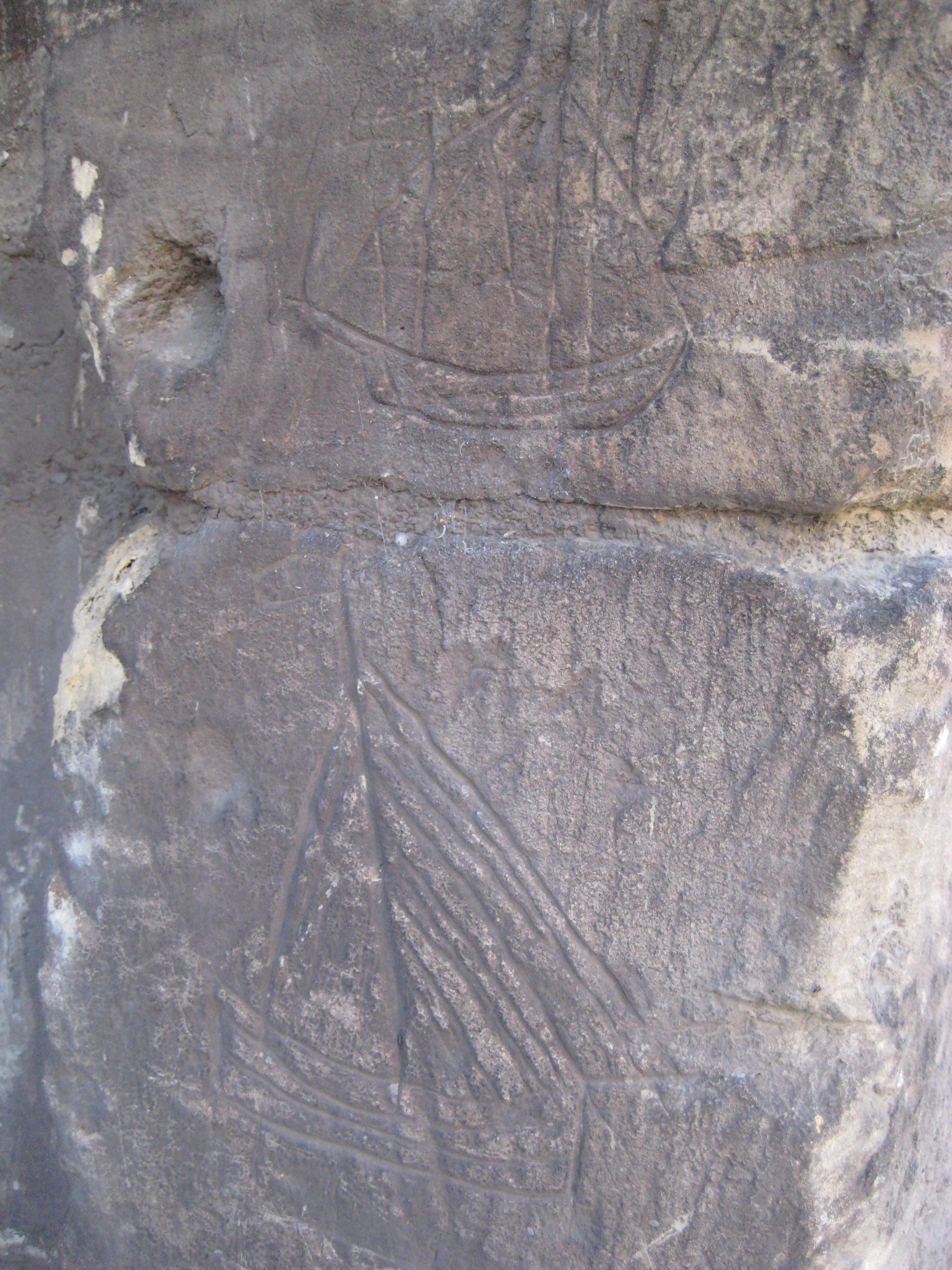
Navires gravés sur le côté du porche au no 9 rue Hippolyte-Monin.

Le plus ancien site d'implantation humaine sur le territoire de Colombelles a été retrouvé à l'emplacement de l'actuelle ZAC de Lazzaro. Il s'agit d'un gros village d'une dizaine de maisons datant du début du Néolithique (toute fin du VIe millénaire av. J.-C.). Ces maisons sont dites danubiennes en référence à l'origine de leurs premiers occupants originaires des vallées du Danube. Des maisons de même type ont été observées dans les communes calvadosiennes de Mondeville et de Fontenay-le-Marmion mais aussi dans le département de l'Eure et plus largement dans le Nord de la France. Elles sont le témoignage de la sédentarisation de leurs occupants avec des constructions en dur, faites de troncs d'arbres et de torchis. Dans les fosses servant de dépotoir qui longent ces maisons ont été retrouvés des outils pour le broyage des grains, des silex taillés, des bris de poterie mais aussi des blocs de minerai de fer qui servaient à la fabrication de l'ocre. « Clin d'œil de l'histoire, ce minerais (...) fera 7 000 ans plus tard la prospérité de Colombelles avec l'implantation de la Société métallurgique de Normandie ». Le village est ensuite abandonné au profit d'un nouveau site en contrebas sur la rive droite de l'Orne ; ce dernier fut peut-être occupé dès le haut Moyen Âge.
La première trace écrite du nom du village de Colombelles figure sur la liste des chevaliers de Guillaume le Conquérant avec un Renouf de Colombelles qui s'illustra à la Bataille d'Hastings. Le village est mentionné sous le nom de Columbellæ dans un texte en latin du XIIe siècle. Deux siècles plus tard, lors de sa visite des forteresses du bailliage de Caen en 1371, le bailli Régnier Le Coustellier note dans son registre que la localité compte huit feux, c'est-à-dire une cinquantaine d'habitants. Ce n'est alors qu'une petite bourgade au débouché du bac de l'Orne sur la route menant à Dives. Cette voie est une portion de la route principale reliant Rouen à Caen par Honfleur. Colombelles se compose de trois hameaux : le bourg qui se développe au nord de l'église Saint-Martin, le bac qui correspond grosso modo à l'espace situé entre les actuelles rue de l'Orne, rue de Raspail et venelle de la Passerelle et le Mauloy, une ferme située sur le territoire qui sera occupé plus tard par la Société métallurgique de Normandie. La voie de Caen à Rouen empruntée par les marchands de bestiaux qui traversaient l'Orne à Colombelles est déviée à partir du XVIIIe siècle par Pont-l’Évêque (actuelle route départementale 675) et la route de Colombelles n'a plus désormais qu'un usage local entre Caen et Dives. La chaussée du bac fait cependant l'objet  de travaux de réfection en 1762 et 1763. La population vit de l'agriculture et de l'extraction de la pierre de Caen. Les activités fluvio-maritimes sur l'Orne (pêche, extraction du sable, exportation de la pierre extraite des carrières) sont au cœur de la vie des villageois ; de nombreux graffitis représentant des bateaux, gravés sur les murs de la sacristie construite au XVIIIe dans l'église Saint-Martin et sur certaines maisons de l'ancien village, témoignent encore de cette activité maritime.
Les villageois se concentrent principalement au débouché du bac, puis le long de la rue principale (actuelle rue de la République) parallèle à l'Orne, après le redressement de cette dernière. Un chemin de halage est aménagé sur la rive droite depuis Caen jusqu'à l'embouchure. À l'entrée du village, les paroissiens construisent au XIe-XIIe l'actuelle église Saint-Martin. C'est au XIIe siècle qu'il en est fait don au prieuré du Plessis-Grimoult, ainsi que des terres et dîmes en dépendant.
En novembre 1528, le sénéchal de Normandie, gouverneur de la province, Louis de Brézé, saisit le roi François Ier des difficultés de navigation sur le cours inférieur de l'Orne et se fait le porte-parole des bourgeois de Caen qui souhaitent que le fleuve soit redressé « d'au dessus du bac de Colombelles jusqu'à l'embouchure d'Oistreham ». En juin 1531, le monarque ordonne les travaux qui doivent être réalisés près de Longueval d'après les plans de René de Becdelièvre, conseiller au Parlement de Rouen. Retardés en raison, notamment, de la mort du conseiller, les travaux seront exécutés sous le règne d'Henri II qui les reprend à son compte en août 1556.
Le premier plan connu de Colombelles figure dans le terrier dressé en 1681 sur ordre de Colbert. Y figurent le hameau du Bac, l'église, quelques maisons et un château, ou plutôt une maison de maître, construit en 1679 sur le coteau au-dessus du village. Son parc s'étend entre le bourg et la route de Ranville (actuelle rue Jules-Guesde) jusqu'à Longueval. Cette bâtisse fut édifiée par Pierre Cousin, receveur général des tailles de la généralité de Rouen, mandaté par Colbert pour acquérir les terres nécessaires au redressement du cours de l'Orne entre les carrières de Ranville et les moulins de Clopée. L'ensemble comprenait une cour, une basse-cour, des jardins, un vignoble, une pépinière et de hautes futaies. La ferme du Louzouf en dépendait avec ses diverses dépendances et son verger. Le domaine fut racheté en 1733 par Paul de Laistre de Savigny, mousquetaire du roi et resta la propriété de cette famille jusqu'en 1894. Au début du XIXe siècle, le château est agrandi dans le style Empire et lors de son achat à la fin de ce siècle par Fernand Mahler, négociant en soieries à Paris, le domaine s'étendait sur 138 ha. Il devint propriété communale en 1925. Durant l'Occupation, les Allemands installèrent leur quartier général dans le château qui fut bombardé en juillet 1944 et presque totalement détruit. Le seul vestige restant est une tour, située à côté de la grille d'entrée du château, probablement occupée par les gardiens du domaine.
En 1793, 278 habitants sont recensés dans le village et l'évolution démographique reste limitée au XIXe siècle, le village s'étant encore peu développé. Les descriptions rédigées à cette époque montre qu'il s'agissait d'un espace rural, mais également un lieu de villégiature pour les Caennais. Il s'agit en fait de Clopée, partie de Mondeville rattachée à Colombelles de 1780 à 1849,.
« L'Orne partage en deux Colombelles, le côté de gauche cependant est plus habité que celui de droite. Ainsi que Longueval, Colombelles possède une grande quantité de maisons de campagne appartenant à des particuliers de la ville qui viennent y passer la belle saison. Un beau bac entretient les communications entre les deux rives ; il est placé à l'extrémité du village en approchant de Caen. » J. Morland, 1837
La population augmente lentement pour atteindre un maximum de 364 habitants en 1846, avant de décliner jusqu'au début du XXe siècle ; en 1901, on ne dénombre plus que 153 Colombellois. Cette évolution négative peut être en partie expliquée par la déliquescence des activités fluviales provoquée par l'étiolement du trafic sur l'Orne, à la suite de l'ouverture en 1857 du canal de Caen à la mer. Dans les années 1870, le bac sur l'Orne n'est plus utilisé annuellement que par 200 à 225 voitures légères qui transportaient surtout des voyageurs ; il est finalement supprimé en 1877. Lorsque l'enseignement primaire est rendu obligatoire, une école est tout de même installée en 1880 dans les locaux de la mairie (rue de la République) ; auparavant, l'enseignement était dispensé par des religieuses dans une dépendance du château.

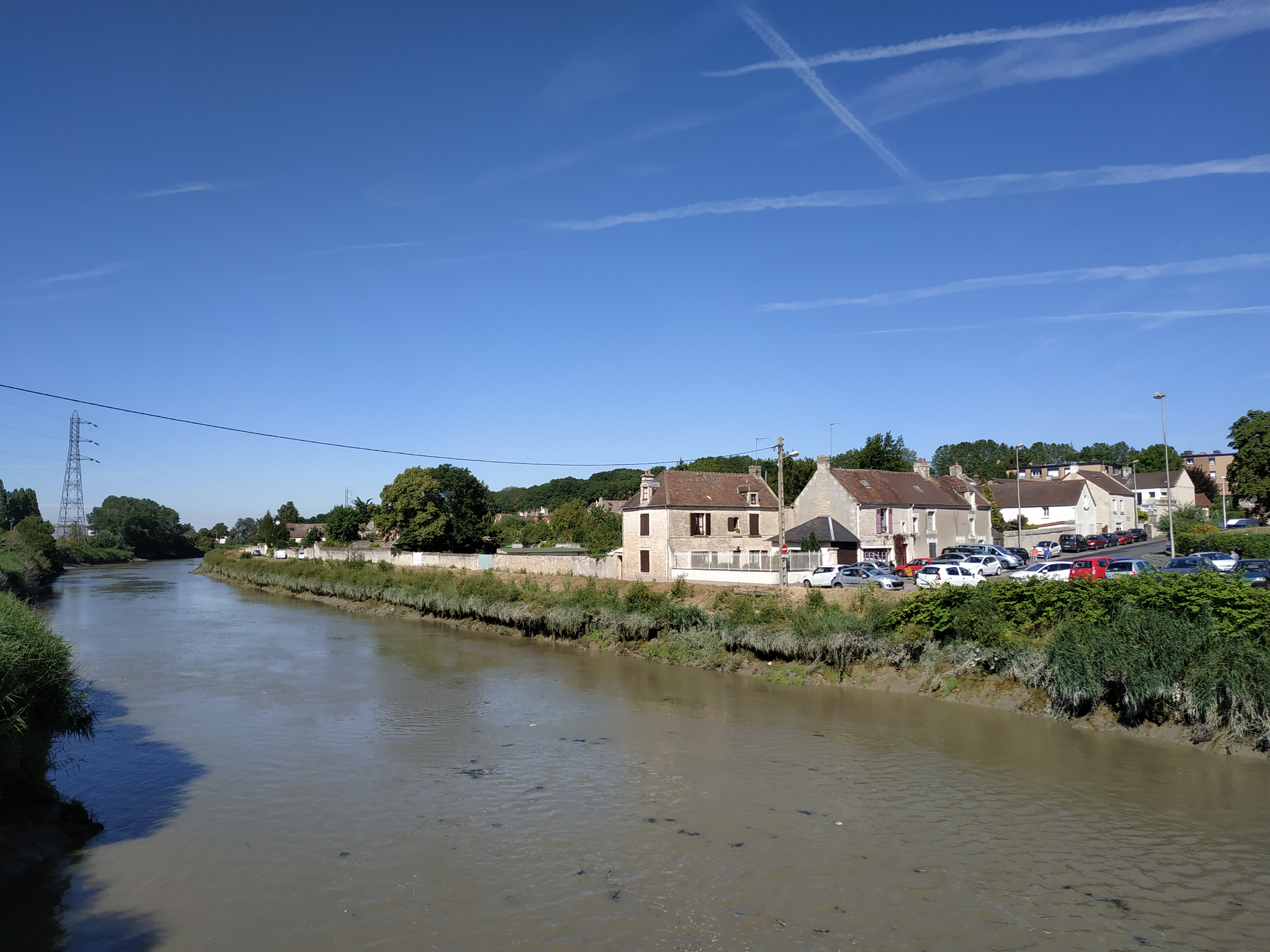
L'ancien village depuis le pont sur l'Orne
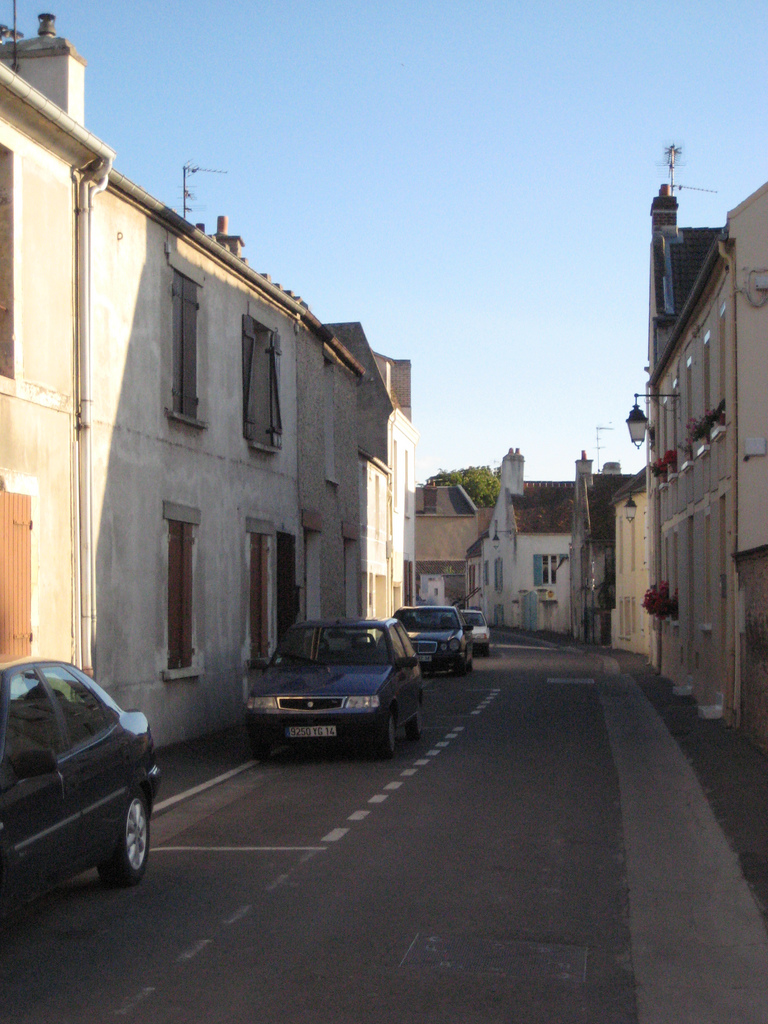
Rue de la République, ancienne rue principale du village.
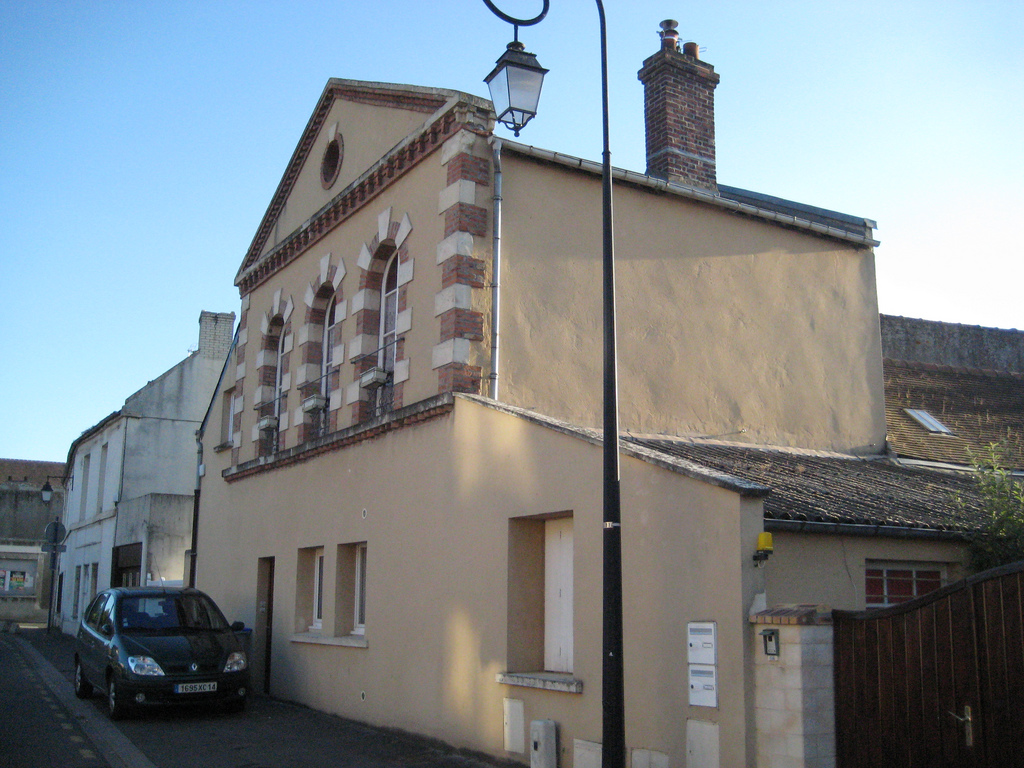
Ancienne mairie de la rue de la République.

### Le développement rapide de la ville auXXesiècle
En 1909, August Thyssen achète des terrains sur le plateau surplombant le village qui compte alors moins de 200 habitants (169 en 1906). Il fonde ensuite la Société des Hauts-Fourneaux de Caen, dont le siège social se trouve à Paris et fait construire une grande usine sidérurgique sur les terrains de Colombelles dont les bureaux (dits les Grands Bureaux) se trouvent sur Mondeville. Cet établissement, qui devient ensuite la Société métallurgique de Normandie (SMN), bouleverse considérablement le visage de la commune. De petit village rural, Colombelles devient une importante ville ouvrière à la population cosmopolite. En dix ans, la population de la commune est multipliée par dix ; partant de 178 habitants en 1914, elle atteint 2 301 habitants en 1921 et 3 452 habitants en 1939. Des logements ouvriers sont construits non loin de l'usine (cité du Calvaire, cité de Cuverville et surtout cité du Plateau) et une église orthodoxe est érigée pour les ouvriers de l'usine. Pour faire face à l'accroissement de la population et concurrencer l'école patronale de la Société normande de métallurgie, la municipalité achète le château en 1925 afin de le transformer en école communale. Elle fait ensuite construire dans le parc un nouveau groupe scolaire (groupe scolaire Henri-Sellier), inauguré en juin 1934 en présence du maire de Suresnes, qui avait créé quelques années auparavant les écoles dont les architectes municipaux de Colombelles, les frères Wilkin, s'étaient inspirés. Très lumineux grâce à leurs grandes baies, les bâtiments sont équipés de douches et de lavabos, chaque enfant étant par ailleurs doté d'une brosse à dents dans la perspective hygiéniste de l'époque.
En 1920, à l'instigation d'Émile Mougins, premier maire de gauche de Colombelles, la commune connaît son premier rassemblement pour le 1er Mai : le cortège, déjà unitaire (SFIO et CGT), rejoint le défilé de Caen au chant de l'Internationale.
Le centre de gravité de la commune se déplace sur le plateau face à l'usine : une nouvelle mairie, abritant aussi la poste, est édifiée sous le mandat d’Émile Mougins ainsi qu'une salle des fêtes, baptisée « salle Jean-Jaurès ». L'inauguration a lieu le 14 juillet 1922 et donne lieu à quatre jours de fête avec comme invité d'honneur Marcel Cachin.
En 1934, Colombelles voit l'arrivée d'une communauté d'Oblates de Sainte Thérèse de l'Enfant Jésus appelées par le curé de la paroisse Saint-Martin, l'abbé Joseph Leroy, à faire œuvre d'aide sociale auprès de la population ouvrière. Logées dans un premier temps dans une maison diocésaine rue de l'Orne, à proximité de l'église, elles sont transférées en 1955 plus près de la cité ouvrière au 17, rue Pasteur puis, de 1957 à 1963, année de leur départ pour Giberville, au dispensaire de l'avenue Léon-Blum. Elles assurent la pastorale des jeunes, les soins infirmiers et la visite des malades ou des affligés.
En 1935, la commune dote sa population de bains-douches, construits place Albert Thomas. La rue Jean-Jaurès devient la rue principale de la commune avec ses cafés, sa boucherie, son épicerie, sa cordonnerie, son salon de coiffure et la coopérative de l'usine métallurgique,.
À l'été 1936, alors que le Calvados connaît une vague de grèves qui a commencé le 6 juin à l'usine d'électrométallurgie de Dives-sur-Mer, les quatre mille travailleurs de la SMN s'interrogent, la majorité inclinant à se joindre au mouvement. Cependant la direction de l'usine a pris les devants : dans tous les ateliers, elle a fait afficher qu'elle appliquerait les accords de Matignon et invite les ouvriers à désigner sans délai les délégués pour engager les pourparlers. Marie Langlois, alors secrétaire générale de la CGT du Calvados, fait pencher la balance en sens inverse : « Quand vous aviez un chef du gouvernement qui n'était pas socialiste, qui était pour les bourgeois, vous n'avez jamais bronché, jamais rien réclamé. Et maintenant que vous avez quelqu'un qui ne vous met pas la police au derrière, c'est là que vous allez faire la bêtise de vous mettre en grève, prendre le risque de faire fermer la SMN et de rester des mois sans bouffer? Cette responsabilité là, moi, je ne la prendrai pas ! Votre grève, vous la ferez seuls ! Vous la ferez sans Marie Langlois ». Le calme revenu, elle fait porter les premières négociations sur les questions d'hygiène et de sécurité.
Dès janvier 1937, lors de la guerre civile d'Espagne, des réfugiés arrivent en nombre en Basse-Normandie. Bien que se trouvant éloignés des frontières franco-espagnoles, ses trois départements peuvent offrir des capacités d'accueil non négligeables. Dans le Calvados, l'accueil de ces exilés ne divise pas les partisans du Front populaire et une vaste solidarité s'organise. Colombelles y participe activement avec son comité d'accueil.
Sous l'occupation allemande et dès l'automne 1940, les adeptes du général de Gaulle se comptent principalement parmi les ouvriers du Plateau, notamment chez les jeunes. La résistance communiste, qui avait commencé à s'organiser dans le Calvados dès l'été, constitue un groupe chez les ouvriers sidérurgiques ainsi qu'en témoigne Gisèle Guillemot en 1985. Les autorités de Vichy envoient un commissaire spécial dans le département, qui fait procéder à des perquisitions à Colombelles au domicile d'anciens militants communistes connus en 1939. Dès décembre 1940, des exemplaires de L'Humanité circulent clandestinement dans la commune. Avec la rupture du pacte germano-soviétique en juin 1941, la traque des communistes s'intensifie. Durant l'été un jeune militant de vingt ans résidant à Colombelles, Michel Farré, mécanicien à la SMN, est arrêté par la gendarmerie française, remis aux Allemands et fusillé en décembre dans la prison de Caen. Bien que minoritaires, des collaborationnistes venus de la gauche s'affichent  dans la cité ouvrière et le maire de la commune, Emile Mougins, qui avait suivi Marcel Déat en 1933, ne cache pas sa sympathie pour le Rassemblement national populaire (RNP) sans pourtant y adhérer. La population se montre défiante envers les partisans de la collaboration, tous milieux confondus.
Le 14 avril 1942, la SMN subit un bombardement de la Royal Air Force sur le territoire de la commune : le bilan humain est de neuf morts et de vingt blessés graves parmi les ouvriers de l'usine.
En 1944, la ville et l'usine sont durement touchées par les bombardements lors de la bataille de Caen. L'usine est gravement endommagée et la ville détruite à 80 %. Le vieux village est peu touché par les bombes, mais le château est ravagé par les flammes ; seule la tour est épargnée. La reconstruction de la ville dure douze ans. Dès 1948, la Cité suédoise est aménagée dans l'ancien parc du château (entre la rue de Suède et la rue Jules-Guesde) ; elle doit son nom au fait qu'elle est composée de 40 maisons jumelées en bois, conçues par l'architecte Sven Ivar Lind et offertes par la Suède. Colombelles est l'une des dix communes qui bénéficia de ces maisons,,. En 1963, on édifie la nouvelle église Saint-Pierre-et-Saint-Paul. Deux nouveaux ponts sont construits sur l'Orne à proximité de l'ancien bourg : l'un sur la nouvelle route départementale vers Hérouville-Saint-Clair, l'autre pour rejoindre la route de la zone portuaire. L'ancien pont situé en amont, à l'emplacement de l'ancien bac, est démoli.
Le 5 novembre 1993 a lieu la dernière coulée de la SMN. La fermeture de l'usine est vécue comme un traumatisme. L'ancien territoire de l'usine est en partie dépollué et fait l'objet d'un traitement paysager conçu par Dominique Perrault. L'ancienne tour de refroidissement principale est conservée comme un emblème important de ce passé ouvrier et mise en lumière la nuit. En 1997, Caen la Mer (alors communauté d'agglomération) crée la ZAC du Plateau et attribue la concession d'aménagement à Normandie Aménagement. Deux sites sont créés dans la partie proche de la route de Cabourg : Normandial, consacré à l'industrie agroalimentaire (filière ultra-frais) et Efficience, consacré aux nouvelles technologies.

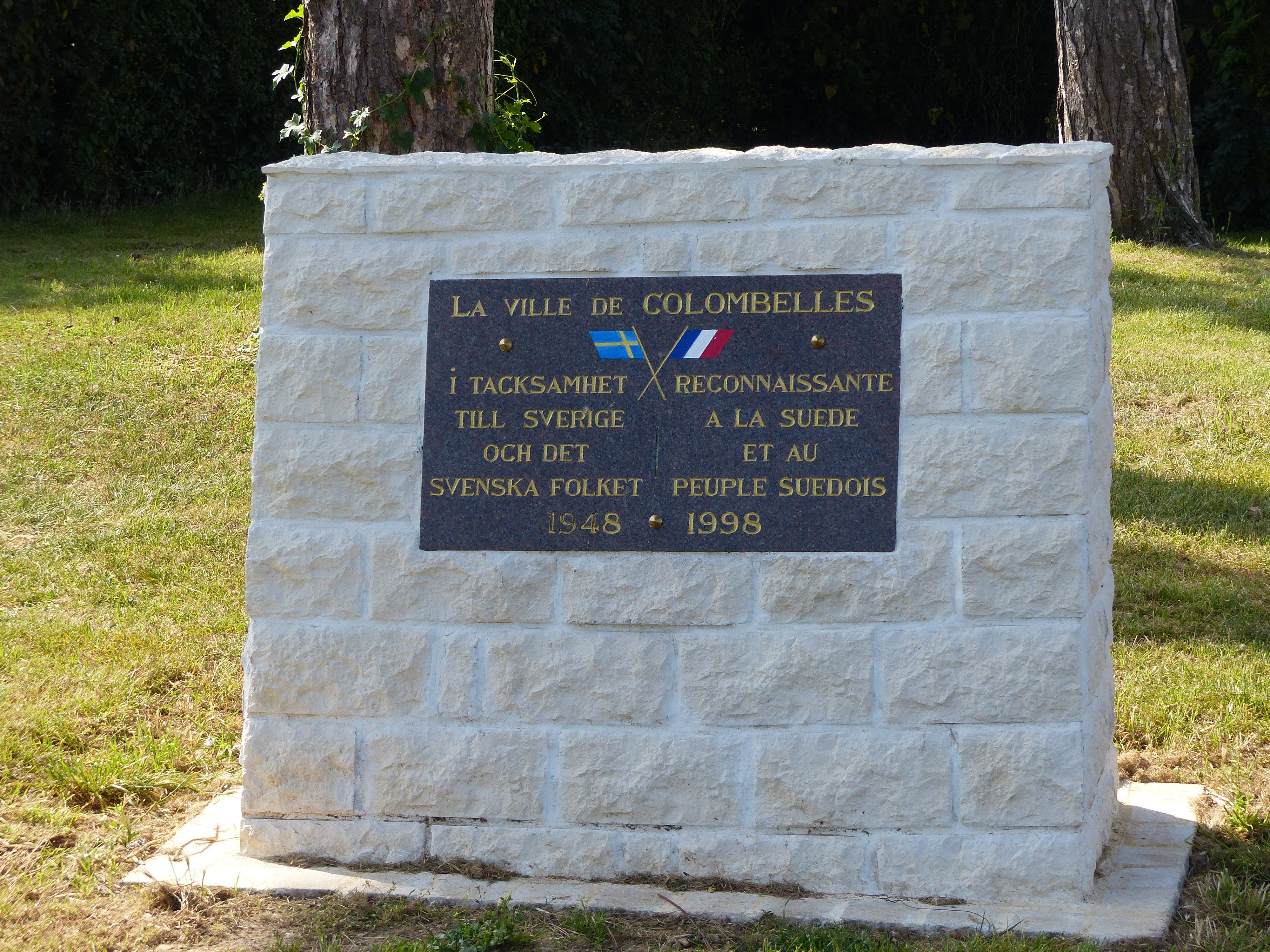
Stèle commémorative de la Cité suédoise (1998).
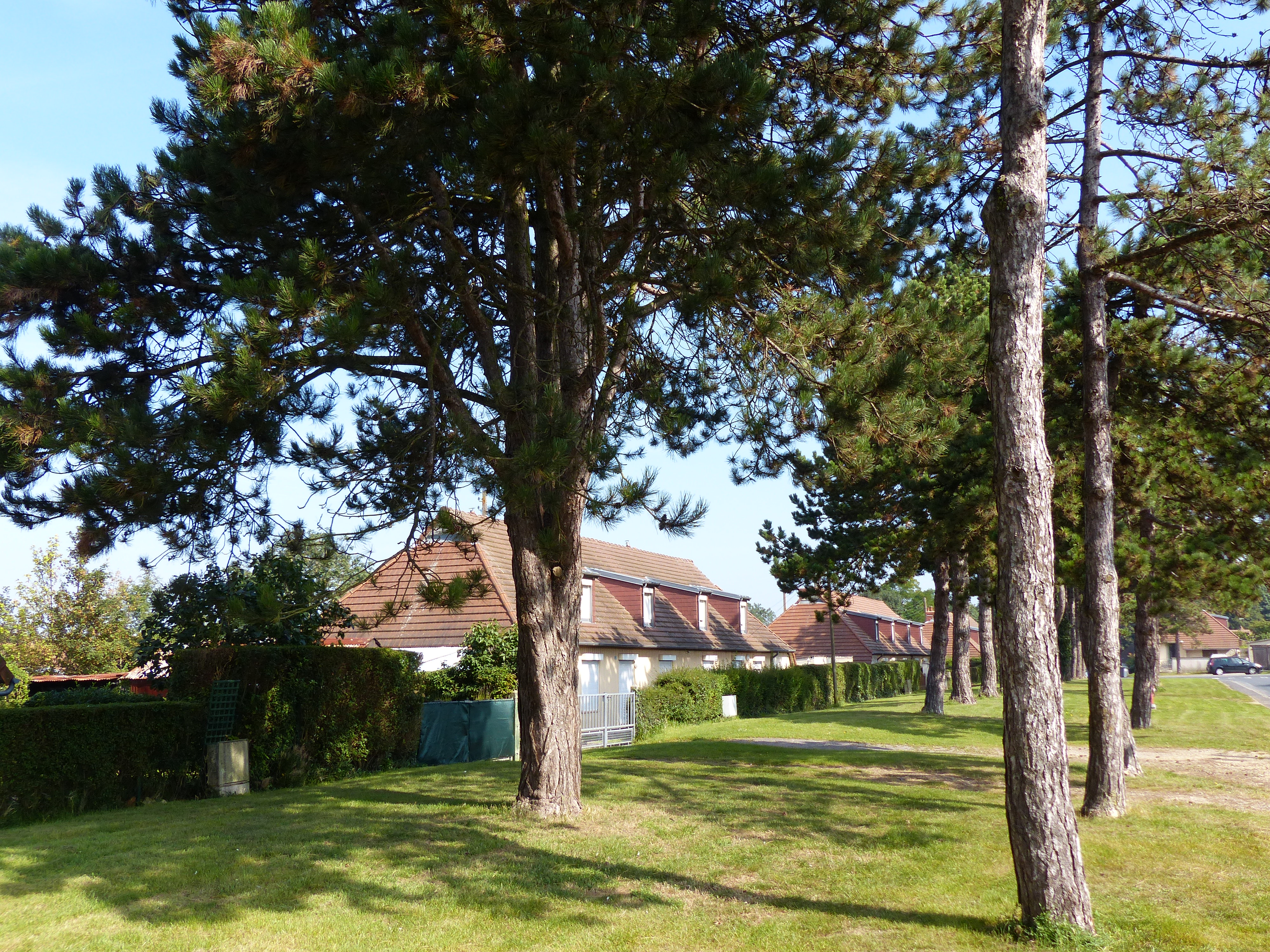
La Cité suédoise, rue de Stockholm.

### Les grands projets du début duXXIesiècle
Orpheline de ses hauts fourneaux et bien affaiblie dans ses ressources, Colombelles s'est préparée dès la fin du siècle dernier à engager un vaste programme de renouvellement urbain pour maintenir son rang au sein de la communauté urbaine Caen la Mer.
Ce programme s'articule autour de deux axes majeurs et complémentaires : la reconversion de l'ancien site de la SMN sur le Plateau et la reconfiguration du centre-ville de la commune afin « d'éviter un risque de développement inégal, voire inégalitaire » donc un risque de fracture sociale entre « un Colombelles nouveau, moderne et confortable, celui du bien vivre autour de l'ex Plateau SMN » et « un Colombelles ancien, obsolète et dégradé, celui condamné au mal vivre » du centre-ville. Ce programme, en partie financé par l'ANRU, a fait l'objet d'une convention de partenariat signée le 22 novembre 2006 entre la commune, l'État, la région, le département du Calvados, la communauté d'agglomération, la Caisse des dépôts et consignations et les bailleurs sociaux concernés.
De nouvelles voiries de desserte et de désenclavement ont été créées afin d'assurer une meilleure lisibilité du centre-ville. Les barres de logements sociaux qui entouraient la place de l'hôtel de ville ont été détruites et les 223 logements détruits ont été en grande partie reconstruits sur site, les autres l'étant sur la ZAC Libéra (53) sur Le Plateau et sur la ZAC Jean-Jaurès (30) à l'est de l'ancienne SMN. Cette opération s'est accompagnée d'un plan de relogement mis en œuvre par une équipe sociale spécifiquement missionnée dès 2006.
Depuis le début de l'année 2007, l’ancien site de l’usine accueille également un campus technologique. Le magasin Super U, installé depuis 30 ans à la sortie de Colombelles, rue Léon-Blum, a déménagé le 8 novembre 2011 sur la ZAC Libéra (Plateau) au sein d'un centre commercial qui comprend en outre une petite galerie marchande (fleuriste, cordonnerie, salon de coiffure, opticien).
Des équipements nouveaux ont été construits à proximité ou autour de la place de l'hôtel de ville, comme la halle publique polyvalente, le local dit social qui accueille le Relais Assistantes maternelles et divers services de consultation ou encore la médiathèque Le Phénix, installée dans l'ancienne gendarmerie qui a fait l'objet d'une restructuration complète. Inaugurée le 19 octobre 2011, la médiathèque propose tout au long de l'année une programmation culturelle (lectures, spectacles, concerts, expositions, séances de dédicace…).
Le 16 septembre 2017, sont inaugurés les aménagements du bois de Colombelles, situé dans le périmètre du parc de l'ancien château, entre l'Orne et le centre-ville. Cet ensemble boisé de 7 ha à flanc de coteau a fait l'objet d'un programme d'aménagement complet avec allée accessible aux personnes à mobilité réduite, aire de pique-nique, théâtre de verdure, verger, arboretum...
Dans le cadre de son renouvellement urbain et dans le sillage de la création du quartier Jean-Jaurès, la commune a entrepris à partir de septembre 2023 le réaménagement de la rue Jean-Jaurès. La première phase des travaux a concerné la réfection et la mise en séparatif des réseaux pour les eaux usées et des réseaux pour les eaux pluviales et potables. Une deuxième phase, prévue de juillet à décembre 2024, sera consacrée à l'effacement des réseaux de distribution d'électricité, d'éclairage et de télécommunications. La troisième phase concernera en 2025 l'aménagement de la nouvelle rue avec piste cyclable, carrefour apaisé et paysagement.

## Politique et administration
Sous l'Ancien Régime, Colombelles relève de la généralité de Caen. Depuis la Révolution, la commune est comprise dans le département du Calvados, dans le district de Caen (jusqu'en 1795) puis dans l'arrondissement de Caen. Initialement rattachée au canton de Ranville en 1793, elle est incorporée à partir de 1801 à celui de Troarn. Après 1982, Colombelles fait partie du canton de Cabourg. Depuis 2015, elle fait partie du canton d'Hérouville-Saint-Clair.

### Tendances politiques et résultats
Dans un département qui a toujours été majoritairement conservateur, la commune de Colombelles fait partie de la demi-douzaine de cités à proximité de Caen à être restée à gauche depuis l'entre-deux-guerres, vraisemblablement du fait d'un électorat à dominante ouvrière. L'implantation de l'usine sidérurgique au début du XXe siècle a en effet modifié la structure sociale de la population colombelloise avec l'afflux d'une main-d'œuvre ouvrière spécialisée et syndiquée. Ainsi l'année 1919 est-elle marquée à Colombelles par l'élection du premier maire de gauche de la commune, passée du statut de bourgade rurale à celui de petite ville industrielle. Cette élection lui valut le surnom de « Colombelles la Rouge ». Originaire du Havre, Emile Mougins, arrivé à Colombelles au moment de la construction de l'usine, y avait créé en août 1919 une section socialiste. Il se présenta aux élections municipales avec une équipe composée majoritairement d'employés de ce qui était alors la Société des hauts fourneaux et aciéries de Caen. Son militantisme actif et la nouvelle population ouvrière de la cité lui permirent de battre le maire sortant, Fernand Mahler, propriétaire du domaine de Colombelles, qui le vendit cinq ans plus tard à un marchand de biens. La commune s'en porta acquéreur en 1925, transformant le château en école maternelle et en logements pour les enseignants.
À la Libération, le maire de Colombelles fut l'un des trente maires calvadosiens qui furent suspendus au motif ou sous prétexte de compromission avec l'occupant ou avec le gouvernement de Vichy, absentéisme ou infractions aux lois de ravitaillement. Émile Mougins, qui avait été maintenu en 1941 par les autorités de Vichy, fut écarté en raison de ses sympathies à l'égard du Rassemblement national populaire (RNP) et de Marcel Déat.
À l'occasion des élections municipales 2020 et dans le contexte particulier de la pandémie de Covid-19, le maire sortant, Marc Pottier, qui se représentait après un premier mandat, a été plébiscité au premier tour, avec un taux de participation de 21,16 %. Il est resté dans ses fonctions jusqu'au 25 mai 2020, date à laquelle sont intervenues l'installation du conseil municipal et sa réélection. Cette première réunion ne s'est pas tenue en mairie mais dans le gymnase Hidalgo afin de respecter les règles de distanciation physique liées à la crise sanitaire.

### Administration municipale
| Période                                  | Période       | Identité         | Étiquette               | Qualité                                                                               |
| ---------------------------------------- | ------------- | ---------------- | ----------------------- | ------------------------------------------------------------------------------------- |
| Les données manquantes sont à compléter. |               |                  |                         |                                                                                       |
| 1911                                     | décembre 1919 | Fernand Mahler   |                         | Négociant en soieries à Paris et propriétaire du domaine de Colombelles jusqu'en 1924 |
| décembre 1919                            | 1944          | Émile Mougins    | SFIC puis SFIO puis USR | Représentant de commerce puis commerçant Conseiller général de Caen-Est (1931 → 1937) |
| 1944                                     | octobre 1947  | Henri Puguinier  | SFIO                    |                                                                                       |
| octobre 1947                             | février 1975  | Aristide Himbaut | SFIO puis PS            | Retraité, maire honoraire Démissionnaire pour raison de santé                         |
| février 1975                             | mars 1989     | Marie Petitpas   | PS                      | Adjoint au maire (1947 → 1975)                                                        |
| mars 1989                                | mars 2001     | Claude Écobichon | PS                      | Professeur de collège retraité Conseiller général de Cabourg (1982 → 2008)            |
| mars 2001                                | mars 2014     | Colin Sueur      | PS                      | Architecte                                                                            |
| mars 2014                                | En cours      | Marc Pottier     | PS                      | Professeur 8e vice-président de Caen la Mer (2017 → )                                 |

Le conseil municipal est composé de vingt-neuf membres dont le maire et huit adjoints.

#### Politique sociale
Dans le contexte post-industriel lié à la fermeture de la Société métallurgique de Normandie, entreprise sidérurgique au paternalisme social affirmé et face à un taux de chômage avoisinant les 20 % de la population colombelloise, la commune a placé le soutien à l'emploi au cœur de son action et, depuis 2014, en a fait un axe transversal de toute sa politique.
Le plan local d'urbanisme signé au 1er semestre 2014 favorise le développement économique sur le territoire communal. La cellule-emploi a été municipalisée et ses ressources augmentées. La commune, qui participait aux travaux du contrat de ville du territoire de Caen la Mer depuis 2015, au titre de son centre-ville qui était l'un des sept quartiers prioritaires éligibles au dispositif, en est sortie en 2024, le revenu moyen des habitants étant passé légèrement au-dessus du seuil des 12 900 euros par an. Pour autant, 30 % des personnes habitant le centre-ville vivent encore au-dessous du seuil de pauvreté.
Le taux de chômage, qui était de 16,2 % en 2010 et qui était remonté à 19,7 % en 2015, est redescendu à 14,6 % en 2021
La municipalité recourt systématiquement à la clause du 1 % insertion dans les marchés publics en maîtrise d'ouvrage.
L'observatoire des solidarités territoriales a fait apparaître qu'au 30 juin 2016, la commune comptait encore 846 demandeurs d'emploi (dont 484 de catégorie A), que parmi eux, 244 bénéficiaient du revenu de solidarité active (RSA) et 380 se trouvaient à la recherche d'un emploi depuis plus d'un an.
La commune de Colombelles a donc postulé en 2016 à l'expérimentation Territoires zéro chômeur de longue durée instituée par la loi no 2016-231 du 29 février 2016. Sa candidature a été retenue parmi les 51 adressées au gouvernement. Colombelles fait donc partie des dix territoires volontaires agréés pour cette expérimentation qui propose de renverser l'approche de la problématique du chômage de longue durée, en requalifiant la dépense publique consacrée à l'indemnisation du chômage vers le co-financement d'entreprises à but d'emploi (EBE).
Dans ce cadre, la commune met en œuvre depuis 2017 un programme d'actions qui comprend notamment :
- la poursuite de la sensibilisation des demandeurs d'emploi ;
- l'organisation d'une vigilance locale pour s'assurer que les emplois créés soient effectivement nouveaux et n'entrent pas en concurrence avec d'autres projets ou emplois déjà existants ;
- la mise en place d'initiatives destinées à renforcer l'implication et la formation des demandeurs d'emploi qui se sont volontairement engagés dans la démarche ;
- l'inventaire des compétences de chacun ;
- la création sur le territoire colombellois d'une seule entreprise conventionnée EBE et sous statut associatif[120].

Ainsi a vu le jour ATIPIC, Emplois nouvelle génération qui a pour but d'embaucher en contrat à durée indéterminée (CDI) et à temps choisi des chômeurs de longue durée habitant Colombelles depuis plus de six mois. Ces emplois relèvent de secteurs où les besoins ont été identifiés lors de la phase de préfiguration de l'association, qu'il s'agisse de prestations de services aux particuliers ou d'aide aux entreprises et associations locales. L'entreprise comptait treize salariés à sa création en avril 2017. L'effectif est passé à quarante à l'été 2018, l'objectif étant fixé à 100 emplois au terme des trois années d'expérimentation. Au 2 septembre 2020, elle en comptait 78. Dans le contexte de la pandémie Covid 19, ATIPIC a été contraint de réadapter ses services et emplois. C'est ainsi que son pôle recyclage s'est réorienté vers la confection de masques mais aussi de sur-blouses et pyjamas jetables pour les soignants et le personnel des maisons de retraite de Colombelles, Mondeville et Épron.
Toujours dans le cadre de sa politique sociale, la commune a signé en septembre 2018 une convention avec une mutuelle caennaise afin de permettre à ses habitants les moins favorisés une souscription à des tarifs négociés.
En matière d'aide à l'enfance et depuis la mise en place de ce dispositif par l’État en 2005, Colombelles s'est dotée d'un programme de réussite éducative avec des locaux dédiés, situés dans une maison proche du groupe scolaire Victor-Hugo. Ce dispositif, qui concernait les familles d'une partie du centre-ville relevant du quartier prioritaire, a été étendu en 2020 à l'ensemble des secteurs de la commune, avec la création d'un second poste de permanente pris en charge par le budget municipal. Depuis décembre 2023, un pôle petit enfance regroupe en un même lieu, dans un bâtiment neuf, l'ensemble des services proposés aux enfants en bas âge et à leurs parents.

#### Politique culturelle
Depuis le début des années 2000, le principal équipement culturel de la commune est la médiathèque Le Phénix, qui propose une programmation culturelle tout au long de l'année et totalement gratuite. Déclinée trimestriellement, elle alterne concerts, spectacles de musique ou/et de danse, rencontres d'auteurs, séances de dédicace, conférences et expositions. L'équipement a par ailleurs la particularité d'accueillir des résidences d'artistes (théâtre et musique) dans l'objectif de favoriser la création artistique locale et les échanges directs entre les artistes et le public, lors des restitutions. En outre, la municipalité a fait le choix d'inscrire la médiathèque dans le réseau des structures culturelles du territoire afin d'offrir un parcours culturel à la population colombelloise. Ainsi un partenariat s'est-il noué avec la Comédie de Caen - Théâtre d'Hérouville-Saint-Clair, avec le théâtre de La Renaissance à Mondeville, ou encore avec Le Sablier (ex Espace Jean Vilar) d'Ifs.

#### Politique mémorielle
Dans le cadre du Centenaire de la Première Guerre mondiale a été inauguré le 11 novembre 2017 à Colombelles un mémorial pour la réconciliation place Albert-Thomas. Ce mémorial rend hommage aux morts, combattants et civils, des villes de Colombelles, de Steinheim am Albuch, ville jumelée en Allemagne, de Novaci (Macédoine du Nord) et du canton de Kornaka au Niger avec lesquelles la commune entretient des liens dans le cadre de la coopération décentralisée menée par la Région Normandie. Les noms des combattants, alliés ou ennemis, des différentes communes ont été gravés « pour une mémoire et une histoire partagées ». Une stèle a depuis été ajoutée qui rappelle le nom et le sacrifice des 22 parachutistes et personnels de bord britanniques abattus près de l'église Saint-Martin dans la nuit du 5 au 6 juin 1944.

#### Politique dans le domaine de la santé
À l'été 2019, la commune de Colombelles a délimité quatre espaces sans tabac dans le cadre d'une convention avec la Ligue contre le cancer du Calvados. Ces espaces concernent l'école Henri Sellier, la crèche municipale, la crèche privée Léa et Léo ainsi que le relais d'assistantes maternelles, l'objectif étant de « limiter l'exposition et l'initialisation des plus jeunes au tabagisme ».

#### Politique de prévention de la délinquance
En lien avec ses partenaires institutionnels et associatifs, Colombelles s'est dotée d'une stratégie territoriale de sécurité et de prévention de la délinquance (STSPD) pour la période 2024-2028 qu'elle a signée le 20 mars 2024.

### Jumelages
Colombelles est jumelée avec :
- Fremington (Devon, Angleterre) depuis 1983 ;
- Steinheim am Albuch (Bade-Wurtemberg, Allemagne) depuis 1986.

## Population et société

### Démographie

#### Évolution démographique
L'évolution du nombre d'habitants est connue à travers les recensements de la population effectués dans la commune depuis 1793. Pour les communes de moins de 10 000 habitants, une enquête de recensement portant sur toute la population est réalisée tous les cinq ans, les populations de référence des années intermédiaires étant quant à elles estimées par interpolation ou extrapolation. Pour la commune, le premier recensement exhaustif entrant dans le cadre du nouveau dispositif a été réalisé en 2006.
En 2022, la commune comptait 7 015 habitants, en évolution de +3,63 % par rapport à 2016 (Calvados : +1,58 %, France hors Mayotte : +2,11 %).
Ce qui fait de Colombelles la 6e ville de la communauté urbaine Caen la Mer au regard de son poids démographique.
Depuis 1793, la commune connaît une évolution constante de sa population, excepté la nette cassure durant la Seconde Guerre mondiale.
À terme, avec l'édification de nouveaux quartiers sur les terrains libérés par la SMN, la population pourrait passer de 6 000 habitants actuellement à près de 10 000.
| 1793 | 1800 | 1806 | 1821 | 1831 | 1841 | 1846 | 1851 | 1856 |
| ---- | ---- | ---- | ---- | ---- | ---- | ---- | ---- | ---- |
| 278  | 205  | 317  | 322  | 297  | 333  | 364  | 329  | 299  |

| 1861 | 1866 | 1872 | 1876 | 1881 | 1886 | 1891 | 1896 | 1901 |
| ---- | ---- | ---- | ---- | ---- | ---- | ---- | ---- | ---- |
| 291  | 236  | 242  | 238  | 242  | 232  | 204  | 178  | 153  |

| 1906 | 1911 | 1921  | 1926  | 1931  | 1936  | 1946  | 1954  | 1962  |
| ---- | ---- | ----- | ----- | ----- | ----- | ----- | ----- | ----- |
| 169  | 188  | 2 039 | 2 556 | 3 308 | 3 455 | 2 021 | 3 526 | 5 122 |

| 1968  | 1975  | 1982  | 1990  | 1999  | 2006  | 2011  | 2016  | 2021  |
| ----- | ----- | ----- | ----- | ----- | ----- | ----- | ----- | ----- |
| 5 668 | 5 566 | 5 306 | 5 695 | 6 242 | 5 844 | 5 442 | 6 769 | 7 022 |

| 2022  | - | - | - | - | - | - | - | - |
| ----- | - | - | - | - | - | - | - | - |
| 7 015 | - | - | - | - | - | - | - | - |

#### Pyramide des âges
La population de la commune est relativement jeune. En 2021, le taux de personnes d'un âge inférieur à 30 ans s'élève à 39,2 %, soit au-dessus de la moyenne départementale (34,6 %). À l'inverse, le taux de personnes d'âge supérieur à 60 ans est de 24,4 % la même année, alors qu'il est de 28,9 % au niveau départemental.
En 2021, la commune comptait 3 375 hommes pour 3 647 femmes, soit un taux de 52 % de femmes, identique au taux départemental,.
Les pyramides des âges de la commune et du département s'établissent comme suit.
| Hommes | Classe d’âge | Femmes |
| ------ | ------------ | ------ |
| 0,9    | 90 ou +      | 1,7    |
| 5,1    | 75-89 ans    | 7,5    |
| 15,5   | 60-74 ans    | 18,0   |
| 16,8   | 45-59 ans    | 18,1   |
| 18,6   | 30-44 ans    | 19,1   |
| 21,7   | 15-29 ans    | 18,5   |
| 21,5   | 0-14 ans     | 17,1   |

| Hommes | Classe d’âge | Femmes |
| ------ | ------------ | ------ |
| 0,8    | 90 ou +      | 2,1    |
| 7,2    | 75-89 ans    | 10,2   |
| 18,1   | 60-74 ans    | 19,3   |
| 19,4   | 45-59 ans    | 18,9   |
| 17,8   | 30-44 ans    | 16,9   |
| 19     | 15-29 ans    | 17,1   |
| 17,7   | 0-14 ans     | 15,5   |

#### Catégorie socioprofessionnelle
| Catégorie socioprofessionnelle                    | 2010  | %     | 2015  | %     | 2021  | %     |
| ------------------------------------------------- | ----- | ----- | ----- | ----- | ----- | ----- |
| population de 15 ans ou plus                      | 4 544 | 100,0 | 5 254 | 100,0 | 5 599 | 100,0 |
| agriculteurs exploitants                          | 0     | 0,0   | 5     | 0,1   | 5     | 0,1   |
| artisans, commerçants, chefs d'entreprise         | 119   | 2,6   | 58    | 1,1   | 95    | 1,7   |
| cadres et professions intellectuelles supérieures | 111   | 2,4   | 245   | 4,7   | 265   | 4,7   |
| professions intermédiaires                        | 493   | 10,8  | 582   | 11,1  | 698   | 12,5  |
| employés                                          | 879   | 19,3  | 1 091 | 20,8  | 1 144 | 20,4  |
| ouvriers                                          | 891   | 19,6  | 990   | 18,8  | 1 040 | 18,6  |
| retraités                                         | 1 342 | 29,5  | 1 485 | 28,3  | 1 363 | 24,3  |
| sans activité professionnelle                     | 710   | 15,6  | 798   | 15,2  | 989   | 17,7  |

### Manifestations culturelles et festivités
De 2002 à 2014, la municipalité a organisé tous les deux ans un festival sur le thème de la culture ouvrière, les Germinales, qui avait lieu au mois de mai et dont l’audience s'étendait bien au-delà des limites communales. Les Germinales 2014 ont été le point d'orgue du cycle de commémoration des vingt ans de la fermeture de la Société métallurgique de Normandie.
En 2018, la commune de Colombelles participe au festival Les poétiques du Canal. Créé en 2016 à Bénouville, ce festival littéraire a pour ambition de valoriser par des textes poétiques le patrimoine des territoires marqués par la présence du canal de Caen à la mer. Cet évènement s'est inscrit en 2018 dans le cadre de la manifestation francophone Le Printemps des poètes.
Depuis 2010 et une fois par an au mois de mai, la commune organise une Foire aux plantules qui se tient, depuis 2002, dans une manifestation plus étendue dénommée « Fête de la nature et des quatre éléments ».
Chaque année, la commune propose un programme à l'occasion des Journées européennes du patrimoine. En 2018, le patrimoine de la Reconstruction était à l'honneur avec un focus sur les maisons suédoises.

### Vie associative
La vie associative dans la commune de Colombelles est très active et soutenue par la municipalité (subventions). Ces associations ont des objectifs variés et elles œuvrent principalement dans le domaine de la culture, du sport et des loisirs. Mais la commune compte aussi une association à caractère patriotique, des groupements d'entraide et de solidarité, des associations de défense des intérêts des citoyens ou encore de jumelage et d'amitié avec des villes et pays de l'espace européen. Le premier samedi de septembre un forum des associations est organisé chaque année sur la commune qui accueille par ailleurs depuis 1966 une association d'éducation populaire très impliquée dans sa mission : le centre socio-culturel et sportif Léo-Lagrange. Le centre de loisirs et l'animation des temps périscolaires est pris en charge par l'association d'éducation populaire Les Francas.
Cet engagement associatif a permis, en 2022, l'attribution à Colombelles du label ville active et sportive,.

### Cultes

#### Culte catholique
Colombelles se situe dans le diocèse catholique de Bayeux-Lisieux et relève du doyenné de la Plaine de Caen. La ville fait partie depuis le 1er septembre 2024 de la nouvelle paroisse Saints-Louis-et-Zélie-Martin du Sud de Caen qui regroupe cinq quartiers de Caen (Demi-Lune, Grâce de Dieu, Guérinière, Vaucelles, Sainte-Thérèse), les quatorze communes de Colombelles, Cormelles-le-Royal, Cuverville, Démouville, Fleury-sur-Orne, Fontenay-le-Marmion, Giberville, Ifs, Laize-Clinchamps, May-sur-Orne, Mondeville, Mutrécy, Saint-André-sur-Orne, Saint-Martin-de-Fontenay et trois quartiers de communes : ceux de Longeval (rattaché à la commune de Ranville), de Sainte-Honorine-de-Chardonnette (rattachée à la commune de Hérouvillette) et de Rocquancourt (rattaché à la commune de Castine-en-Plaine).
Les messes dominicales du samedi soir et du dimanche matin sont célébrées à tour de rôle dans les églises de la paroisse et en ce qui concerne Colombelles dans l'église Saint-Pierre-Saint-Paul ainsi qu'une fois par an à l'été, dans l'église Saint-Martin.

#### Culte orthodoxe
L'église Saint-Serge-et-Saint-Vigor relève depuis le printemps 2022 du vicariat Sainte-Marie-de-Paris-et-Saint-Alexis-d'Ugine qui regroupe les paroisses de tradition russe auprès de la métropole orthodoxe grecque de France, une juridiction du patriarcat œcuménique de Constantinople. Constituée dès 1926, elle fut la première paroisse orthodoxe créée dans l'Ouest de la France, car la plus nombreuse.
Les heures et la liturgie sont célébrées dans le sanctuaire orthodoxe les 1er et 3e dimanches de chaque mois et les Typiques les autres dimanches.

### Sports
Colombelles compte une dizaine d’associations sportives, trois complexes multisports identifiés permettant la pratique d'une trentaine de disciplines différentes qui regroupent plus de 1800 pratiquants, ce qui en fait une commune tournée vers le sport. Depuis 2021, la ville est labellisée « Terre de jeux 2024 » dans le cadre des Jeux Olympiques à Paris.

#### Équipements sportifs
L'une des deux piscines du SIVOM des Trois Vallées se trouve à Colombelles. Elle comporte deux bassins intérieurs :  l'un, de profondeur croissante, est réservé à l'apprentissage et à certaines activités telles l'aquagym ; l'autre, de profondeur constante, à la nage libre et sportive. Fermée depuis le 19 décembre 2022, la piscine, construite dans les années 1980, fait l'objet d'importants travaux de rénovation planifiés sur deux années consécutives. Sa réouverture est prévue à la fin de l'été 2024.
Le stade Auguste-Michelle offre un terrain de football pour sept joueurs et un parcours de cross-country.
Le complexe sportif Pierre-Rival comprend un terrain de football d'honneur, un terrain de handball, des courts et un mur de tennis, un terrain de boules, une aire d'athlétisme, une salle multi-sports, un dojo et un skatepark. Le stade a fait l'objet de travaux de rénovation en 2023 : installation de pylônes d'éclairage avec lampes LED, réfection du traçage du terrain et nivellement. En complément, un projet de restauration de la toiture du gymnase a été mis à l'étude début 2024.
Implanté sur l'ancien terrain du stade Michel-Hidalgo, le gymnase du Plateau accueille quinze disciplines sportives sur une surface totale de 2 500 m2. Il a été inauguré le 7 septembre 2013 en présence du célèbre footballeur. Cet équipement, destiné aux clubs sportifs tant pour la formation que pour l'entraînement ainsi qu'aux activités sportives scolaires, comprend une salle homologuée au niveau national et une tribune de 620 places assises. Sa conception, articulant béton à l'extérieur et bois à l'intérieur, est due aux architectes caennais Céline Lepourry-Bernard et Thomas Bernard.

#### Handball
Le handball féminin s'est fortement développé à Colombelles au début du XXe siècle. En effet, l'équipe première du Club laïque colombellois handball est montée pendant un an en division 2 féminine en 2009 et la réserve évolue en Nationale 3 féminine. En juillet 2018, le club colombellois et l'ES Troarn Handball se sont rapprochés pour devenir l'Entente Colombelles Troarn, les joueuses pouvant évoluer dans l'un ou l'autre collectif durant la saison. La convention a pris effet dès la saison 2018-2019 : un groupe Nationale 1 féminine évolue à Colombelles, encadré par Reynaldo Mazzoli et un groupe Nationale 2 féminine évolue à Troarn, encadré par Damien Degland. Ce conventionnement concerne tant les seniors filles que les catégories jeunes-filles avec en plus pour ces dernières le club de Giberville, soit près de 70 joueuses. L'objectif étant de créer à l'échelle de la communauté urbaine Caen la Mer une structure représentative du handball féminin et, pour l'équipe phare, de briguer à nouveau une accession en division 2.
Le club colombellois anime par ailleurs trois collectifs loisir : baby-hand, hand adapté et handfit. Il organise tous les premiers mercredis du mois, d'avril à octobre, les mercredis hand de rue au complexe sportif Pierre-Rival.

## Économie
Selon les données publiées par l'Institut national de la statistique et des études économiques, la commune de Colombelles compte sur son territoire, au 31 décembre 2022, 5 354 emplois et au 31 décembre 2023, 342 établissements actifs dont 173 dans la sphère productive et 169 dans la sphère présentielle. 68,7 % de ces emplois relèvent du secteur du commerce, des transports et services divers. Le nombre de particuliers employeurs s'élève à la même date à 261 dont 158 d'assistantes maternelles. Le taux de chômage des 15 à 64 ans s'élève en 2022 à 14,5%. Au 31 décembre 2024, le territoire de la commune accueillait la création de 91 entreprises dont 75,8 % d'entreprises individuelles.

### Pôles d'activité
Outre ses services de proximité en centre-ville et le long de la RD 513, la commune de Colombelles comporte trois pôles d'activité. 

#### La ZAC de Lazzaro
La plus ancienne, créée dans les années 1980, elle regroupe des artisans, des PME et des PMI locales. Ce site, aménagé progressivement en plusieurs tranches, a connu en 2020 une nouvelle extension de 29 ha, Lazzaro 3, qui accueille des TPE et des TPI. Les 50 lots ont été aménagés par Normandie Aménagement qui a remporté l'appel d'offres début 2018,. 

#### Normandial
Sur l'ancien site de la Société métallurgique de Normandie, Normandial, destinée initialement à accueillir des entreprises agro-alimentaires, évolue aujourd'hui vers une zone d'accueil de bureaux et de PME/PMI. La zone comprend désormais un supermarché Lidl, impasse du Vexin, qui résulte à la fois du transfert du magasin anciennement situé à la ZAC de Lazzaro et de la nouvelle stratégie de l'enseigne allemande qui souhaite évoluer en France du hard-discount vers un supermarché traditionnel. L'ouverture a eu lieu le 12 septembre 2018 et d'après l'enseigne, le magasin serait à cette date le plus grand et le plus moderne de la région. La commune compte donc désormais deux supermarchés, avec le Super U installé dans le centre commercial Libéra. En avril 2025, le maroquinier de luxe Hermès International annonce la création d'une 27e manufacture  sur le site Normandial. Le 23 juillet de la même année, le groupe publie une offre d'emploi de 300 postes et annonce que les artisans d'art selliers maroquiniers seront formés dans un atelier qui sera implanté sur la commune voisine de Giberville. 

#### Efficience
Plus à l'ouest, Efficience est un pôle à vocation de haute technologie.

### Zone industrielle de la Vallée
Par ailleurs, la commune de Colombelles comporte une zone industrielle dite de la Vallée, située le long du canal de Caen à la mer, qui accueille pour partie le site de Renault Trucks dont le siège social se trouve sur la commune limitrophe de Blainville-sur-Orne. Cette usine s'est spécialisée dans la production de véhicules de moyen tonnage et de cabines de camions. Sa production en 2017 s'établissait à une moyenne de 76 camions et 255 cabines par jour. Fin janvier 2018, la firme a annoncé la commercialisation en 2019 d'une gamme de camions 100 % électriques destinés à opérer en milieu urbain et péri-urbain qui seront fabriqués à l'usine de Blainville-sur-Orne.
Dans cette zone, Colombelles a abrité le constructeur de bateaux de plaisance haut de gamme ACM à partir de 1998 avant sa fermeture définitive en 2010. Le chantier initialement créé en 1954 à Cabourg a, durant les années 2000-2010, changé de nombreuses fois de propriétaires : ACM Power, ACM Dufour, ACM Yachts (en 2001), Green Recovery et Sey Group 2004 devenu ACM Arcoa,.

### Énergie solaire
En 2018 ont débuté les travaux de construction d'une ferme solaire urbaine sur la partie colombelloise de l'ancien site de la Société métallurgique de Normandie, au pied de la tour réfrigérante. La ferme est entrée en fonctionnement le 8 août 2018 et fournit environ 11,4 millions kWh par an. Cette centrale est la plus grande de France en milieu urbain.

### Agriculture
Dans le domaine de l'agriculture, la commune accueille depuis fin 2020 des serres de verre pour le maraichage biologique au lieu dit Delle des Fresnes sur la route de Cuverville (D 226). Ces serres, qui occupent 3,6 ha, s'inscrivent dans une démarche de développement durable grâce à l'utilisation du réseau de chaleur provenant de l'usine d'incinération proche du site. La production en alternance de tomates et de concombres se fait en pleine terre, sans adjonction de Co², sans utilisation de pesticides et sans éclairage artificiel. Des aubergines et des poivrons complètent la production,. En 2025 est lancée une extension de ces serres sur 3,5 ha supplémentaires. Outre l'édification d'une seconde serre, le projet prévoit l'aménagement d'une seconde lagune destinée à recueillir les eaux pluviales, la création d'un local de conditionnement, l'aménagement de trois quais de livraison supplémentaires et d'une aire de manœuvre pour poids lourds. 

### Économie sociale et solidaire
Dans le champ de l'économie sociale et solidaire, la commune accueille en centre-ville une entreprise à but d'emploi.

### Tourisme
En matière d'hébergement touristique, Colombelles compte au 1er janvier 2021 deux hôtels (dont l'un classé trois étoiles) pour une capacité totale de 97 chambres au 1er janvier 2024.

## Culture locale et patrimoine

### Projet Normandy Memory
D'abord pressenti à Carentan dans la Manche, le projet de spectacle immersif sur le Débarquement en Normandie devrait voir le jour à Colombelles. La vente d'un terrain sur le site de l'ancienne SMN près du réfrigérant et du tiers-lieu de la Grande Halle a été validée le 7 décembre 2023 par le bureau de la communauté urbaine de Caen la mer, qui regroupe les maires de l'intercommunalité. Ce projet suscite des doutes chez certains élus et historiens notamment universitaires et un collectif d'opposants s'est constitué pour le dénoncer. Le maire de la commune de Colombelles, Marc Pottier, historien et ancien directeur pédagogique et scientifique du Mémorial de Caen, s'est exprimé sur cette polémique et un débat public a été organisé sur le site potentiel du projet.

### Lieux et monuments

#### L'église Saint-Martin
L'église Saint-Martin de Colombelles fut édifiée aux XIIe et XIIIe siècles. C'est une église de style roman. L'édifice, dans sa totalité, est inscrit au titre des monuments historiques depuis le 16 mai 1927. L'église est dédiée à saint Martin, évêque de Tours au IVe siècle, apôtre des Gaules. Il se trouve d'ailleurs encore de nos jours, à l'intérieur de l'église, un haut-relief en pierre de la Charité de saint Martin (XIVe siècle). Le tableau du retable du maître-autel datant du XVIIe siècle, disparu dans les années 1980 et remplacé par une simple toile de jute, représentait quant à lui le Rêve de saint Martin,. La chapelle latérale date du XIXe siècle. De nombreux graffitis « maritimes » ornent les murs extérieurs de l'église. Bien qu'elle ait été modifiée au cours des siècles, cette église offre un exemple caractéristique de l'art roman normand. Elle a cessé d'être ouverte au culte en 1963, mais elle sert aujourd'hui de salle d'exposition et de concert.

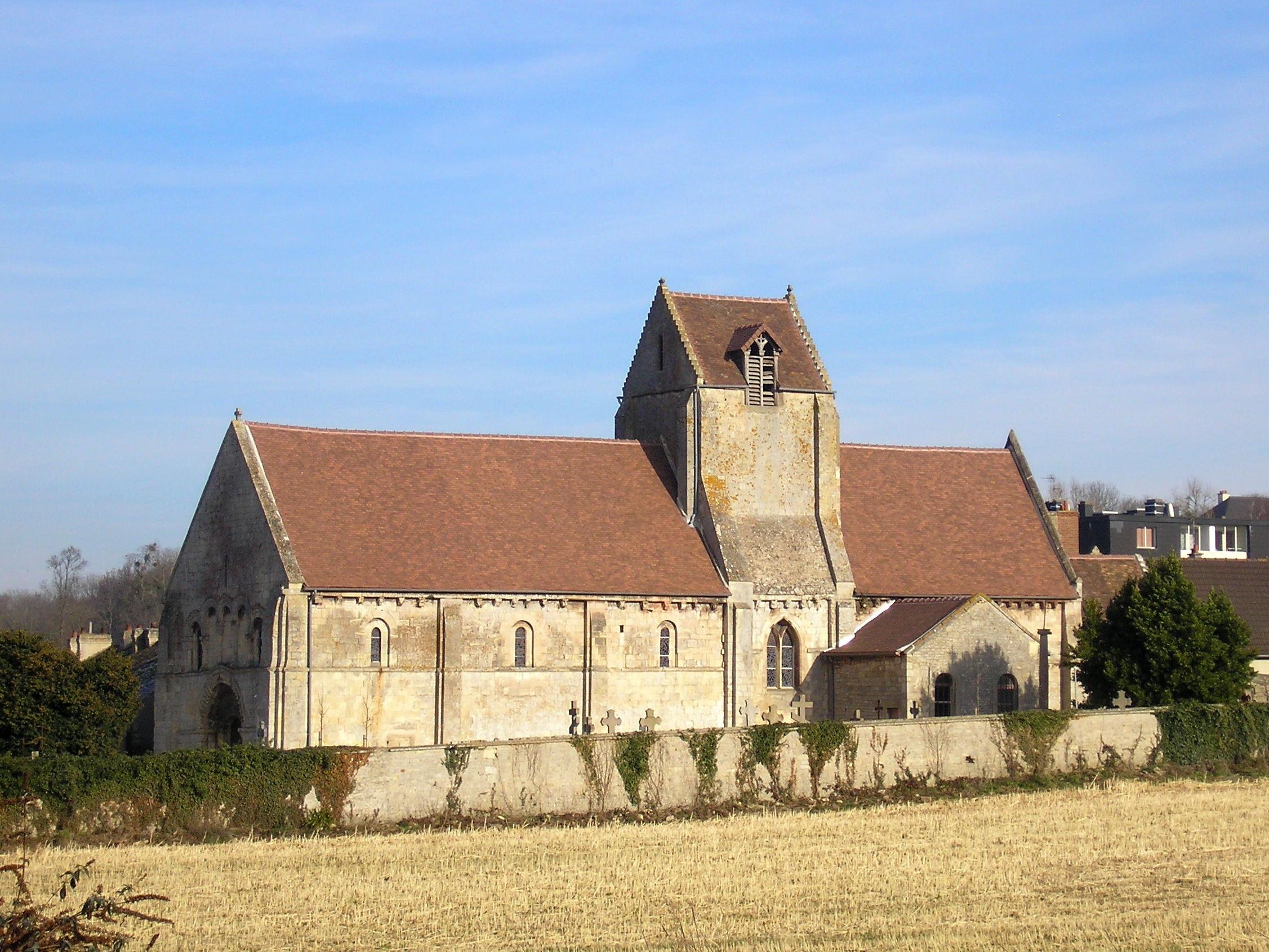
L'église Saint-Martin.
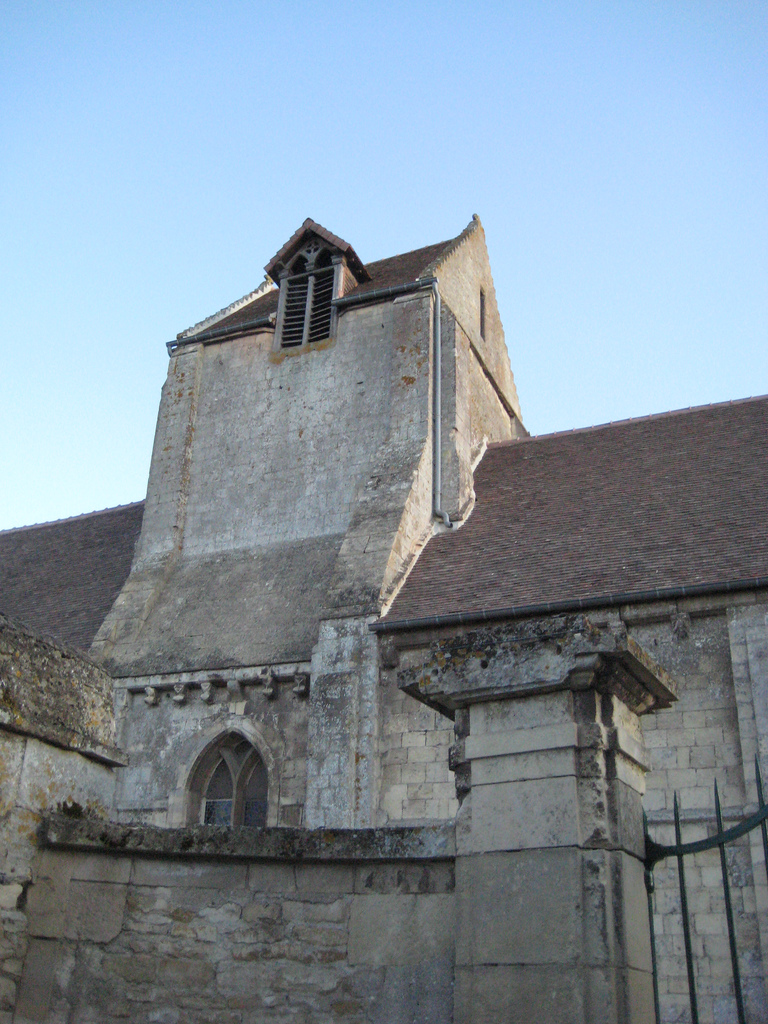
Clocher.
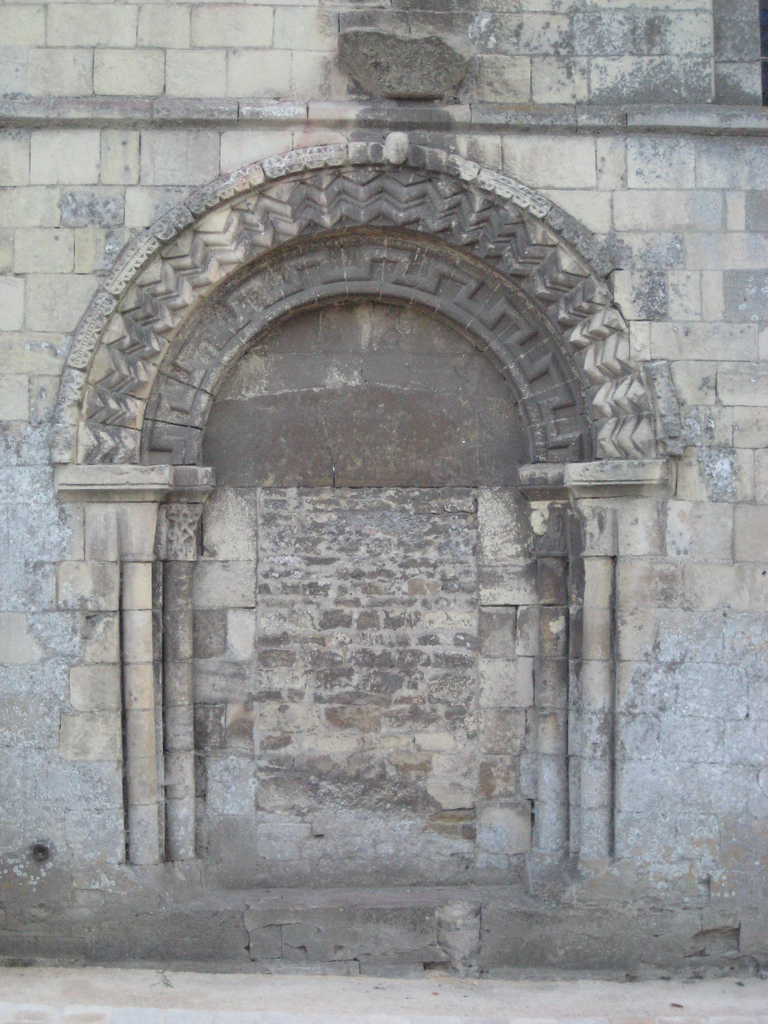
Ancien portail nord.

#### Le cimetière Saint-Martin

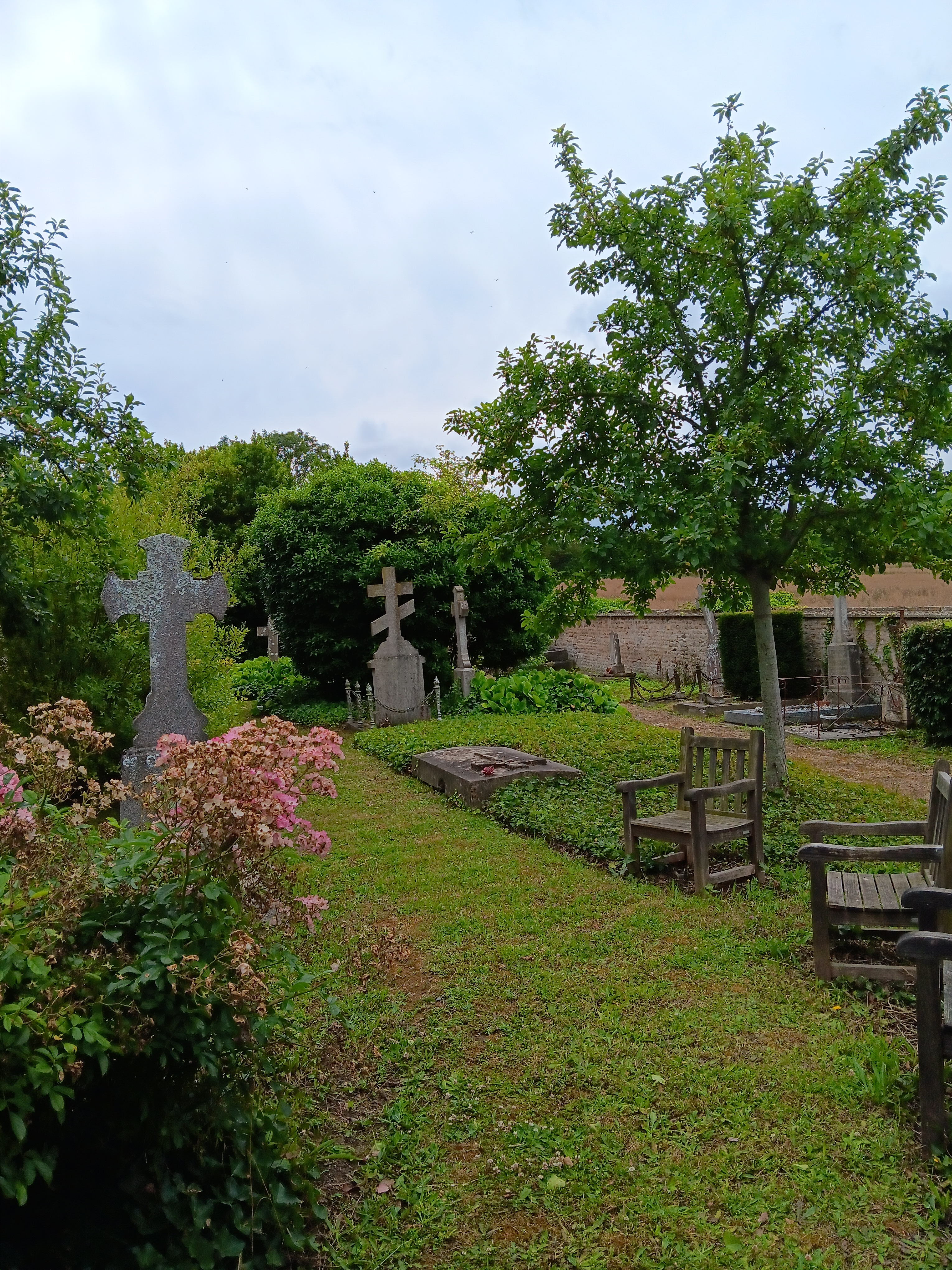
Vue du vieux cimetière avec ses aménagements.

Plusieurs sépultures de Saint-Martin témoignent de l'histoire de la commune, comme les tombes de la famille de Laistre, propriétaire de l'ancien château ou les tombes orthodoxes d'émigrés russes et ukrainiens venus travailler dans la sidérurgie, avec leurs épitaphes en caractères cyrilliques.
Trois anciens maires de la commune se trouvent inhumés dans ce cimetière : Pierre Raoul de Laistre (de 1808 à 1838), Pierre Antoine de Laistre (de 1879 à 1884), Hippolyte Monin (de 1888 à 1891).
La commune a procédé en 2004 au relevé des tombes du cimetière Saint-Martin, désaffecté depuis les années 1930, pour reprendre les concessions abandonnées et engager des travaux d'aménagement du site.
Le cimetière a ainsi été transformé en jardin public et lieu de méditation.

#### L'église Saint-Serge-et-Saint-Vigor
Ce complexe orthodoxe, constitué d'une église et d'une bibliothèque d'ouvrages en langue russe, a été construit en 1926 par et pour les ouvriers orthodoxes de la SMN sur des terrains offerts par les propriétaires de l'usine. L'édifice a été construit selon les plans dessinés par un colonel de l'armée russe qui s'est inspiré du style des églises de Saint-Pétersbourg. Le clocher de l'église est ainsi surmonté d'un toit en bulbe d'oignon, typique de l'architecture religieuse baroque des pays slaves. À l'intérieur de l'église, les murs sont recouverts d'icônes peintes par Fostov et Khvostov.[à vérifier]
Endommagé en 1944, le sanctuaire a été reconstruit en 1947. Cet ensemble, unique dans l'Ouest de la France, est inscrit au titre des monuments historiques (arrêté du 23 juin  (arrêté du 23 juin 1992).

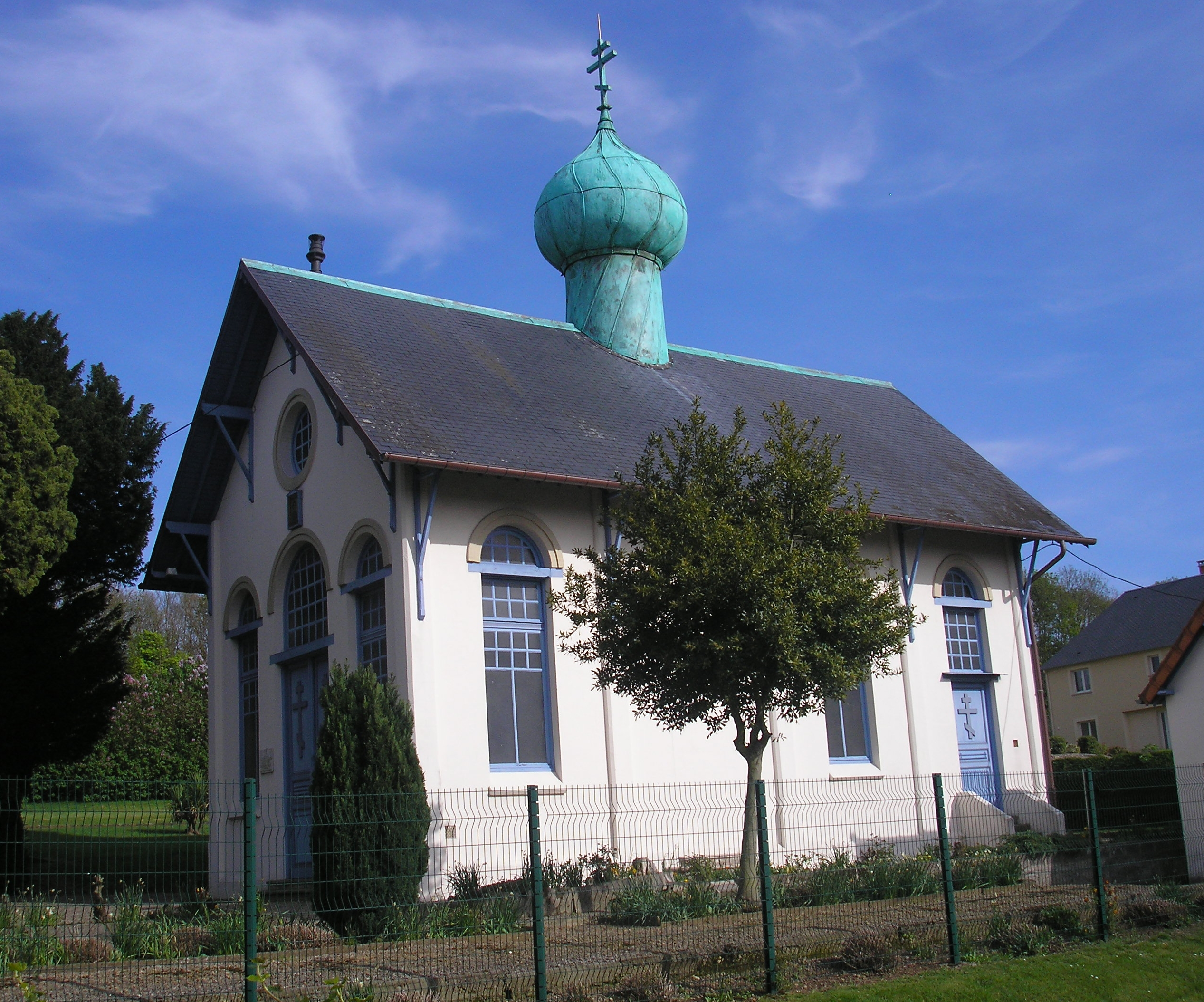
Façade nord.
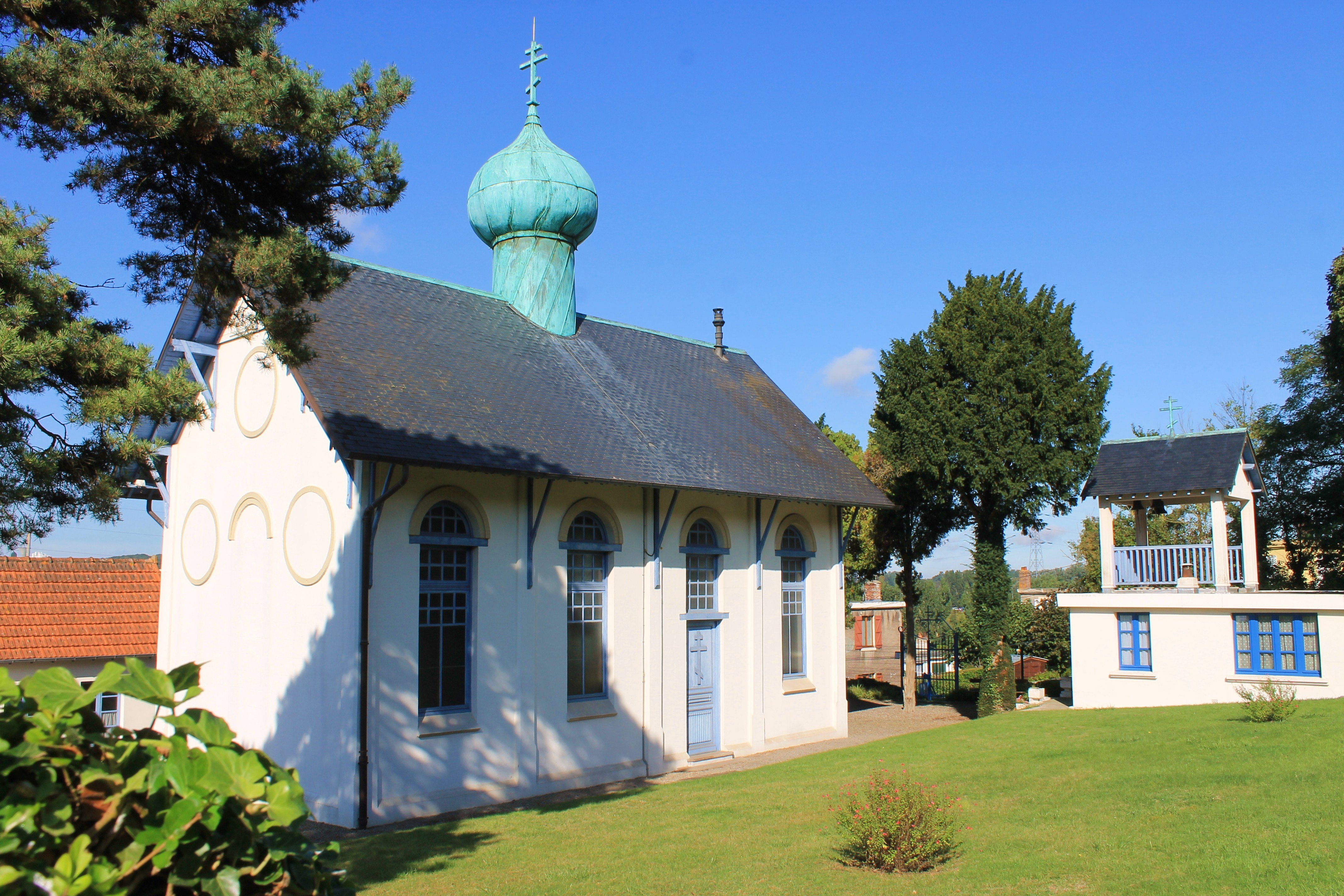
Façade sud.
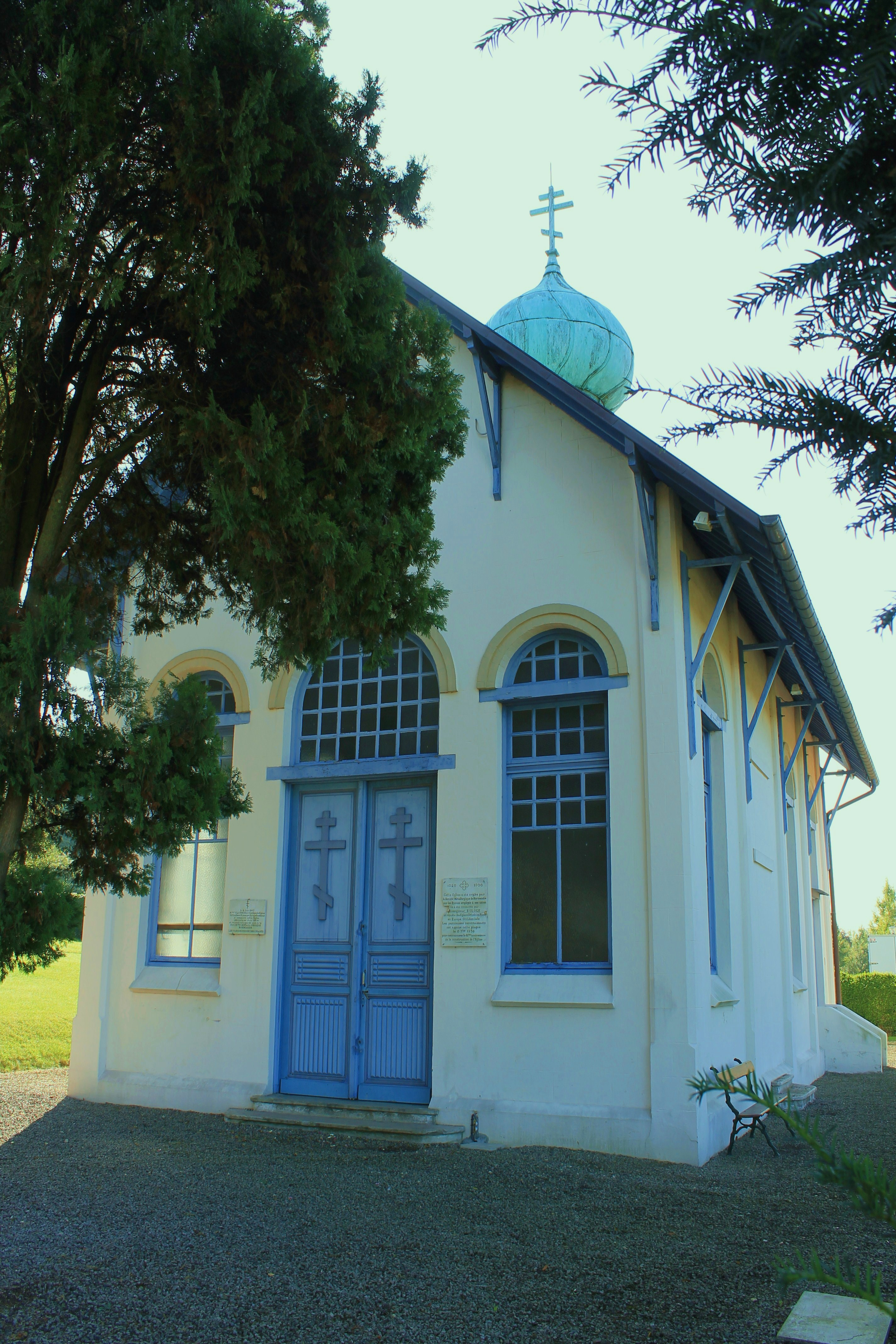
Porche.

#### L'église Saint-Pierre-Saint-Paul
Construite en 1963 pour accueillir 400 fidèles, l'église Saint-Pierre-Saint-Paul de Colombelles peut être considérée comme une église tardive de la Reconstruction en Normandie. Postérieure à 1905, elle est propriété du diocèse catholique de Bayeux-Lisieux. Elle est église paroissiale depuis sa consécration intervenue le 5 mai 1963. Entièrement construite en béton, elle a la particularité d'avoir un clocher séparé, relié à l'édifice par l'auvent de son portail.

#### La tour de l'ancien château
Un premier château a été construit à Colombelles dans le dernier quart du XVIIe siècle par un certain sieur Cousin, homme d'affaires de Jean-Baptiste Colbert. Ce château figure sur le plan Colbert de 1681, situé sur les hauteurs dominant l'Orne. « La tour sise place Aristide-Briand, contrairement à la légende, n'est pas un vestige de fortification de cet édifice comme peut le laisser supposer sa surélévation par rapport au fleuve et une inscription partielle (16?5) relevée sur le linteau d'une fenêtre. En effet, elle n'est pas mentionnée sur la liste des forteresses de la région caennaise établie en 1371, ni sur le cadastre napoléonien de 1826. Elle a été construite postérieurement, avec certainement l'utilisation de pierres récupérées sur des édifices anciens ». En effet, un deuxième château fut édifié dans la seconde moitié du XVIIIe siècle sur l'emplacement du précédent, le long de la route de Ranville (actuelle rue Jules-Guesde). La tour, située près de l'entrée principale du château, servait probablement de logement au gardien,.
Acquis par la municipalité en 1925, le château est transformé en école. Il est détruit le 18 juillet 1944 pendant l'opération Goodwood. Seules demeurent la tour d'entrée, emblématique de la commune, qui a hébergé des Colombellois jusqu'aux années 1950 ainsi que l'une des deux écuries, à l'arrière du bâtiment dit des instituteurs, rue Pasteur. Autre vestige, allongé sur la pelouse devant le groupe scolaire Henri-Sellier : l'un des deux lions en pierre qui flanquaient le perron de l'entrée principale.

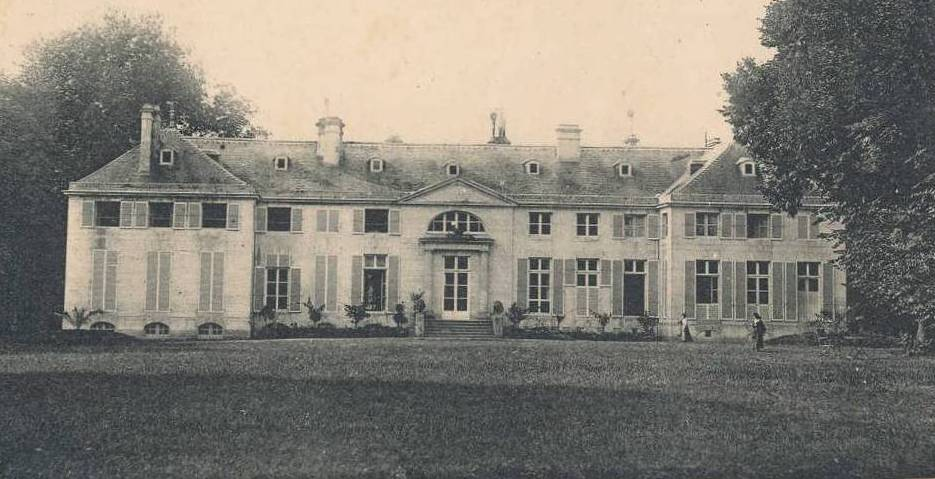
Ancien château.
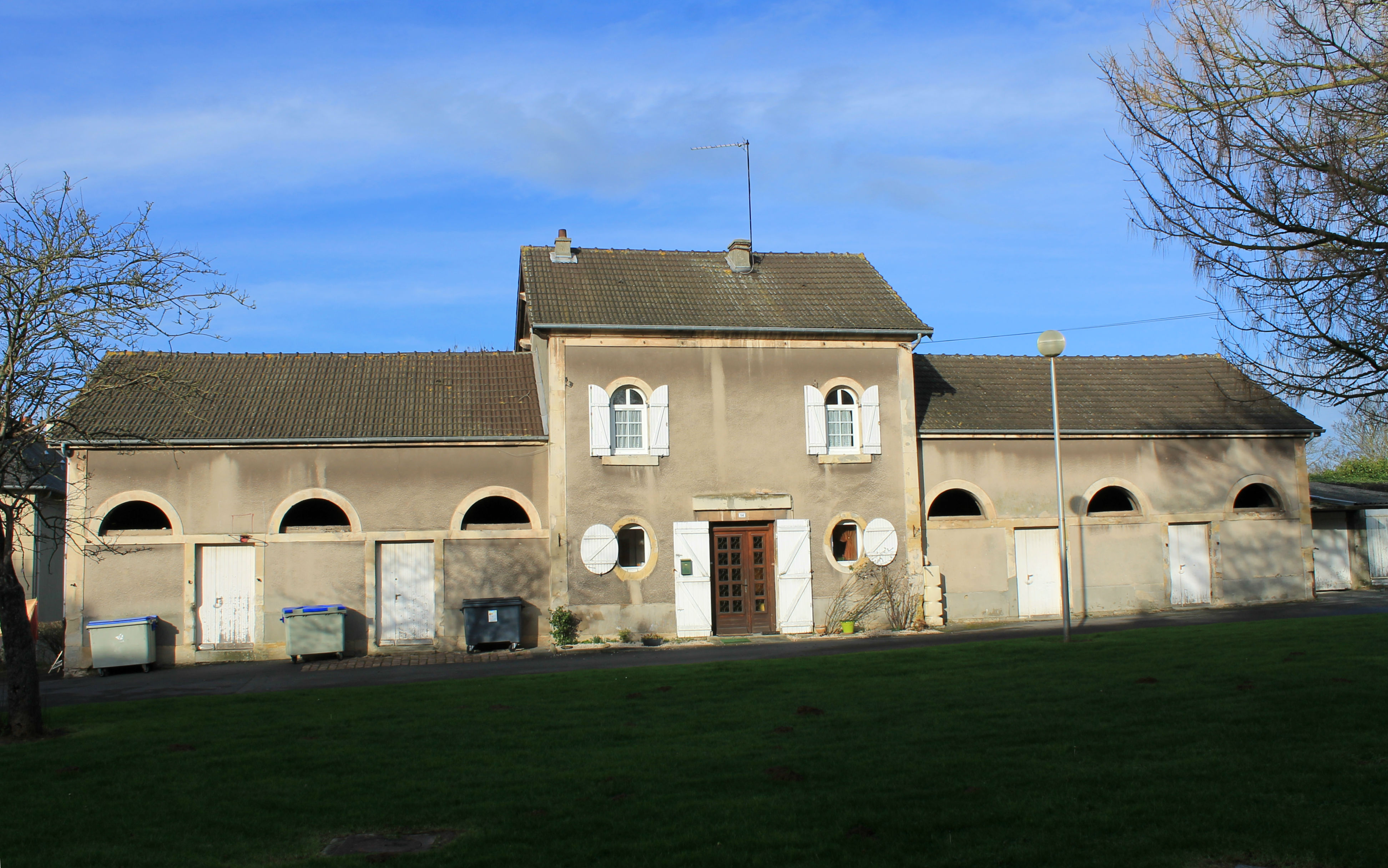
Anciennes écuries du château avant restauration.
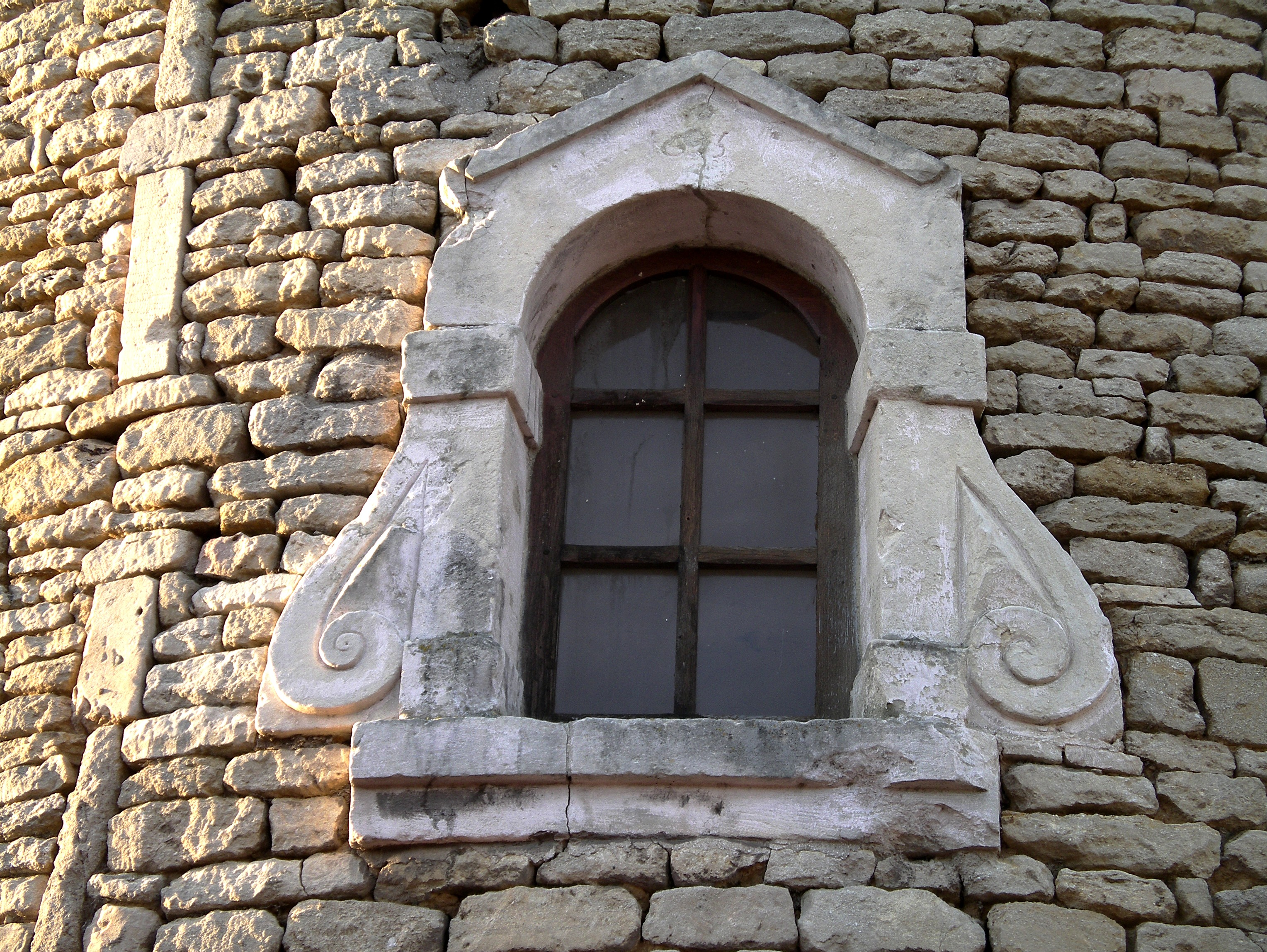
Détail de la tour de l'ancien château.
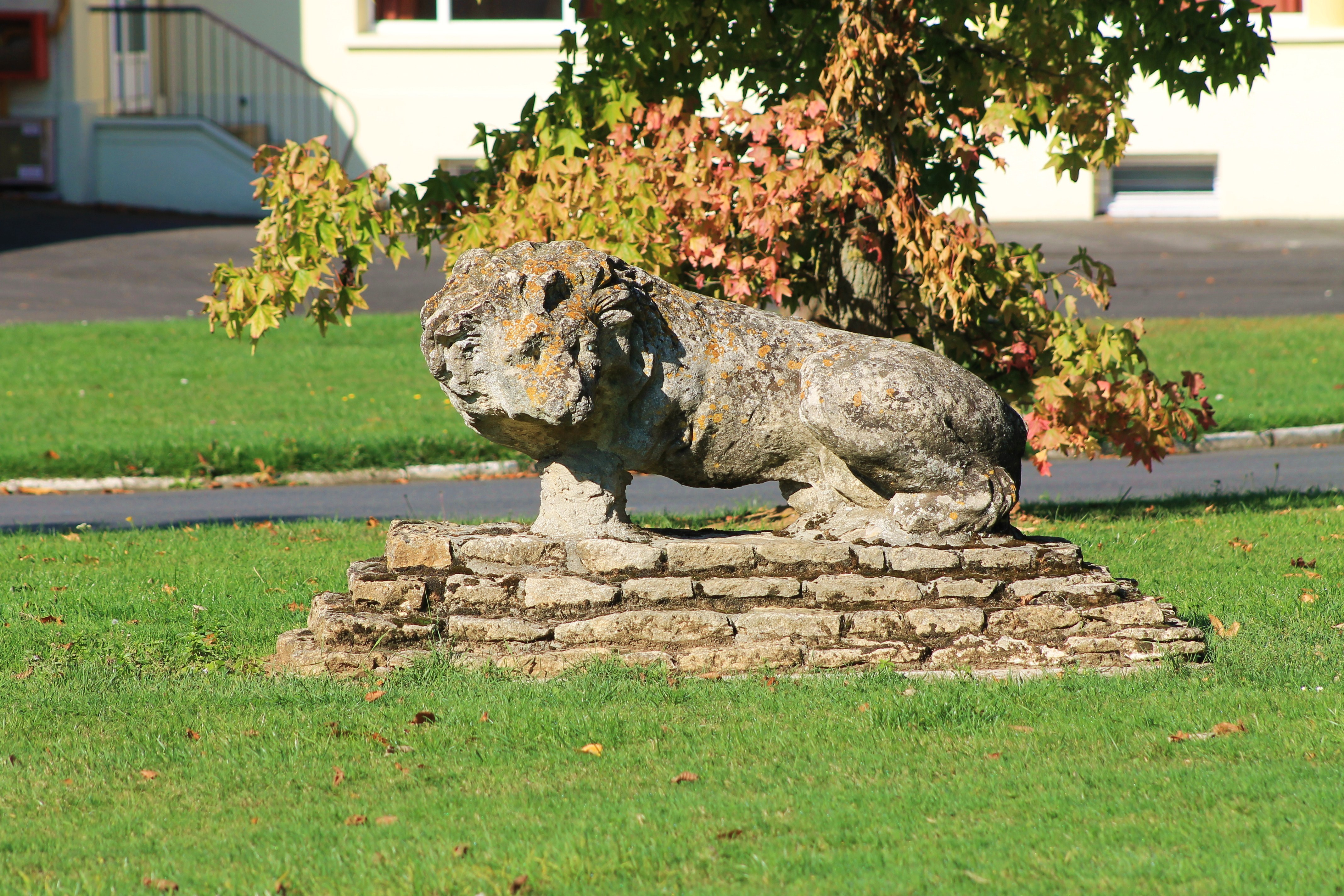
Lion du perron de l'ancien château (2013).

#### Le réfrigérant et la grande halle
Ancienne tour de refroidissement de l'usine sidérurgique, cet élément du patrimoine industriel, qui s'élève au centre du plateau, est le seul, avec la grande halle, à être réchappé du démantèlement de la Société métallurgique de Normandie. À partir de 1997 et pendant plusieurs années, il a été éclairé chaque nuit et pouvait être vu de loin, notamment depuis le viaduc de Calix. Cet élément phare, qui symbolise l'identité ouvrière de Colombelles, mesure cinquante-six mètres de haut. Il surplombe l'ancien atelier électrique du site, appelé grande halle, qui a fait l'objet d'un chantier de réhabilitation pour devenir un tiers lieu ouvert au public le 11 octobre 2019.

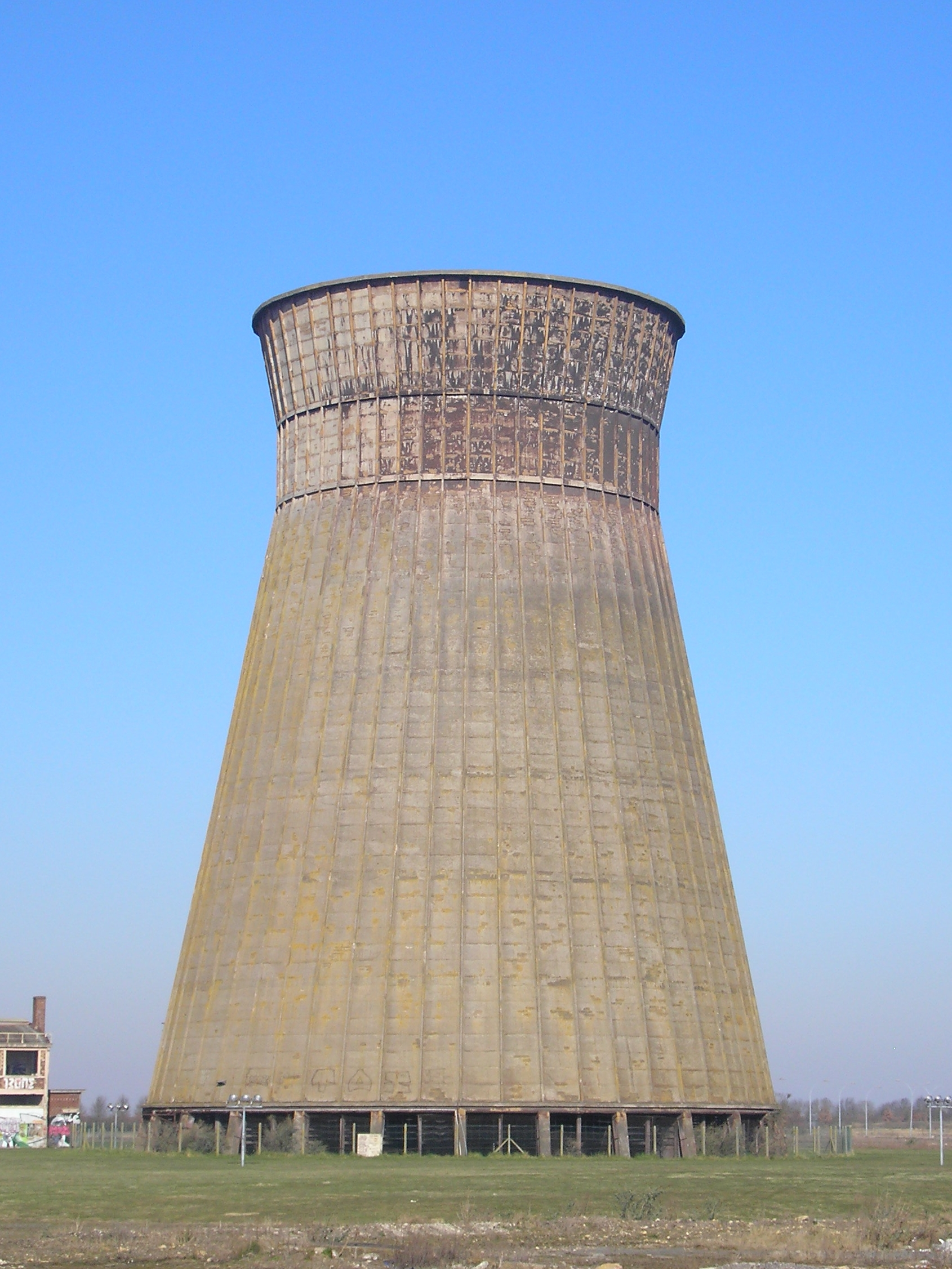
La tour de refroidissement de la SMN.
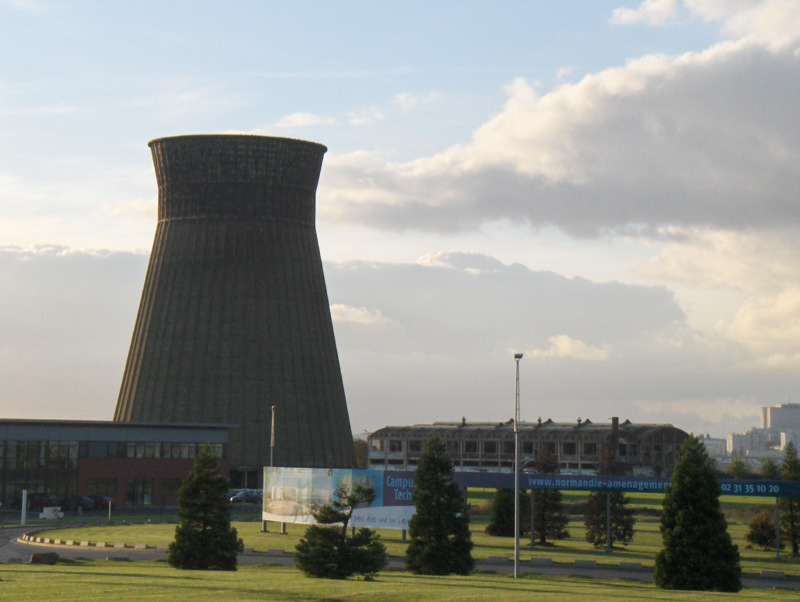
La tour de refroidissement et la grande halle (avant sa réhabilitation).

#### La pocheno50

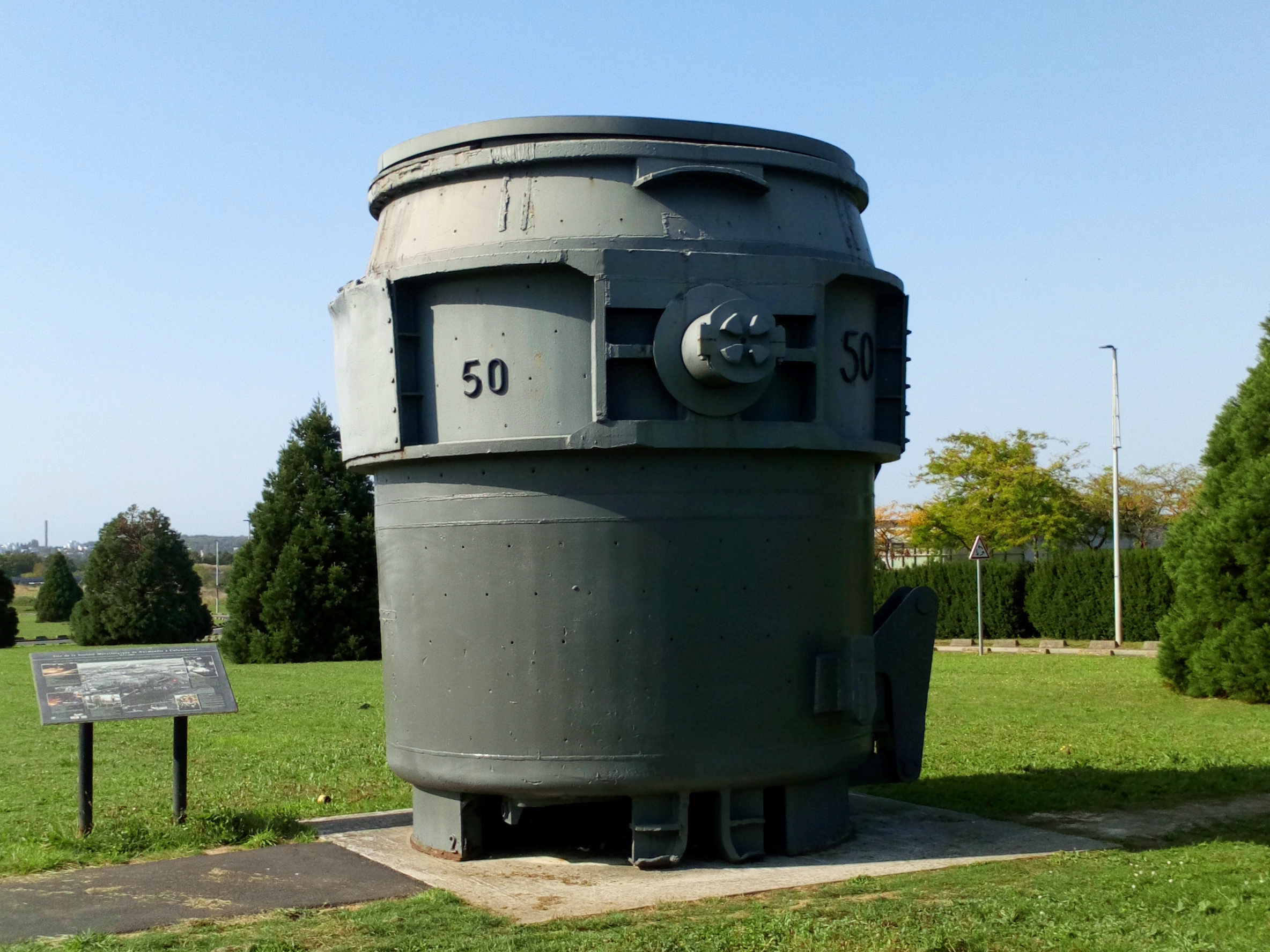
Poche de coulée no 50

Autre vestige emblématique du passé sidérurgique de Colombelles, la poche de coulée no 50 a été installée en 2014 à proximité du rond-point d'entrée de l'ancienne SMN, aujourd'hui Normandial.
Cette poche a joué un rôle central lors du rituel mortuaire que les organisations syndicales mirent en œuvre pour accompagner la fin de l'usine. Elle quitta en effet solennellement le site dans un long cortège pour être déposée devant l'entrée de l'abbaye aux Dames, siège du conseil régional à Caen.
Cette poche fut présentée en novembre 2013 au château de Caen à l'occasion d'une exposition consacrée à la SMN dans le cadre du vingtième anniversaire de sa fermeture puis rendue aux Colombellois le 16 mai 2014.

#### La «Pyramide»

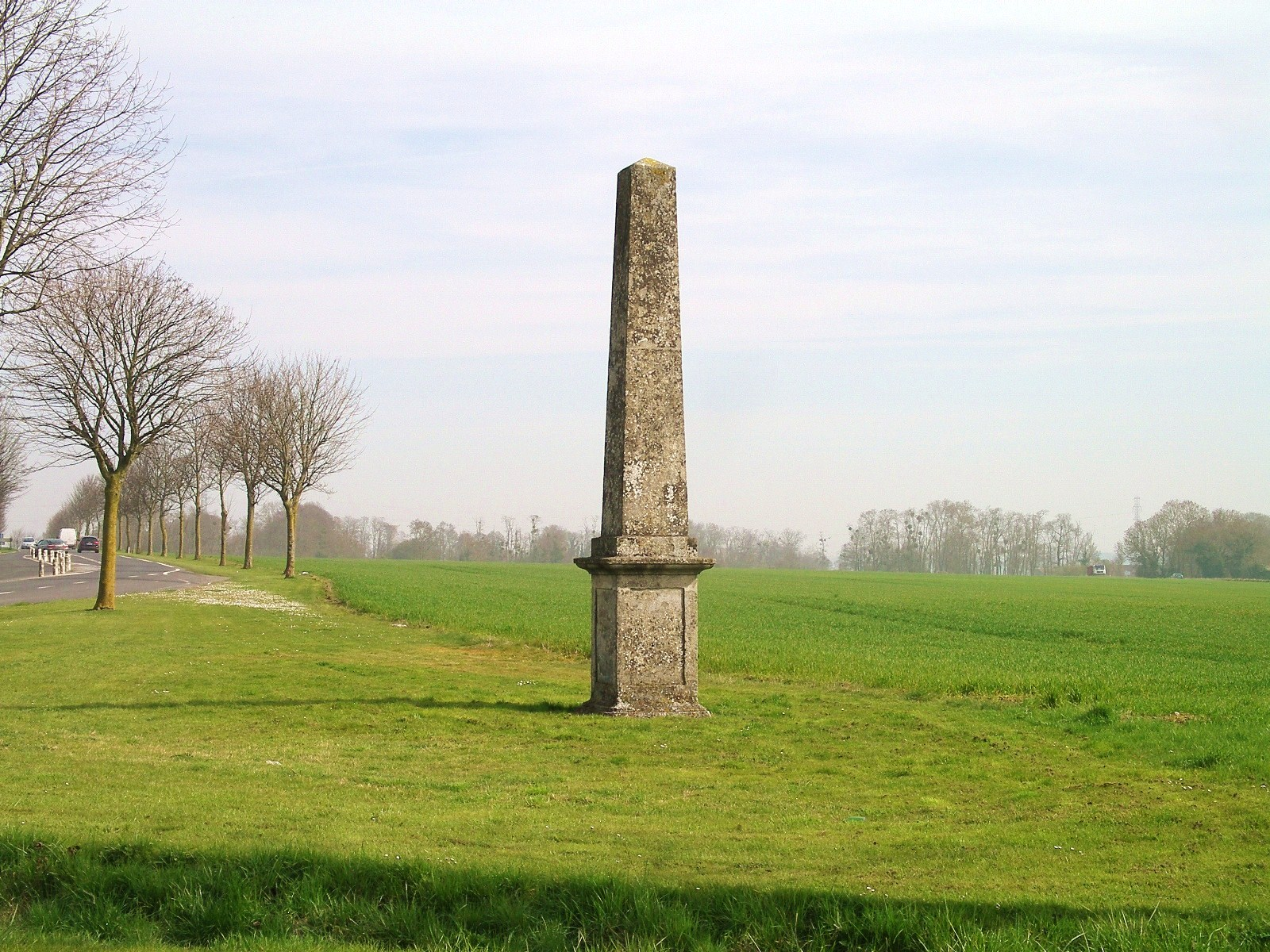
« Pyramide » de Colombelles

La Pyramide est située au carrefour du même nom, à l'est de la commune sur la D 513. C'est un obélisque en pierre de Caen qui comporte des traces désormais illisibles d'anciennes inscriptions qui comportaient une date, 1826, et la contribution à son édification des communes de Colombelles, Escoville, Hérouvillette, Bréville, Bavent, Robehomme, Petiville et Varaville. Ce monument pourrait dater de la réalisation du cadastre napoléonien.

### Équipements culturels

#### Médiathèque Le Phénix
Depuis son ouverture en 2001, la médiathèque propose à son public les Rendez-vous du Phénix : la bébé-lecture tous les mercredis matin pour les 0 à 3 ans ; la Bib à Dom' une fois par mois, service de prêt à domicile pour les personnes empêchées et les accueils scolaires sur rendez-vous tous les mardis et vendredis.
L'équipement dispose aussi d'un espace public numérique destiné à l'apprentissage et à l'utilisation de l'informatique et des technologies de l'information. Des services gratuits y sont proposés : conseils personnalisés, ateliers d'initiation ou de perfectionnement aux outils numériques, plages horaires libres d'accès aux ordinateurs.
La médiathèque s'inscrit par ailleurs dans le réseau Territoire lecture de Caen la Mer, dispositif lancé en 2017 pour lutter contre les inégalités d'accès à la lecture. Dans ce cadre, elle a été dotée d'un espace spécifique Facile à lire, qui propose une sélection d'ouvrages très accessibles pour les publics éloignés de la lecture. Cet espace a été inauguré le 19 janvier 2019 à l'occasion de la Nuit de la lecture.
Depuis début mars 2019, la médiathèque de Colombelles a rejoint le réseau des bibliothèques et médiathèques de Caen la Mer.
Le 26 mars 2024, l'équipement a reçu le prix EMI 2024 lors des 17es assises internationales du journalisme de Tours pour son dispositif d’éducation aux médias et à l’information, au numérique et à l’image. Ce dispositif, initié en 2021, a notamment abordé les sujets des migrations, du masculinisme et du cyberharcèlement.

#### École de musique et de danse du SIVOM des Trois Vallées
Créée en 1977, l'École de musique et de danse intercommunale des Trois Vallées a été agréée conservatoire à rayonnement intercommunal par le ministère de la culture en juillet 1996. Certains de ses équipements se trouvent sur le territoire de la commune de Colombelles : un auditorium de 120 places et deux salles de danse, rue du Cuirassé-Potemkine et la Maison de la musique place Albert-Thomas.

#### Grande Halle

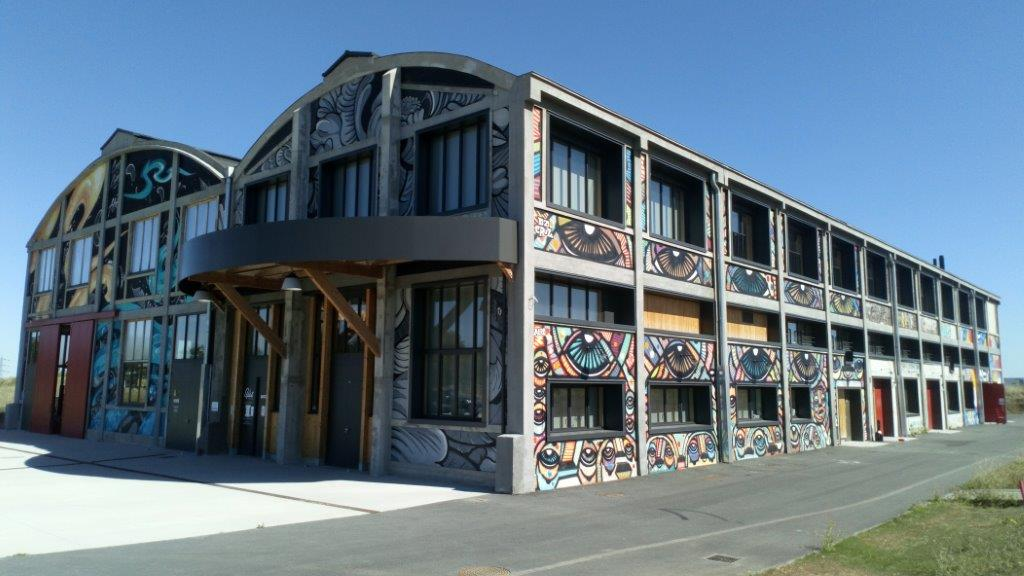
Tiers-lieu de la Grande Halle.

Un nouvel équipement, « lieu d'interconnexion entre l'économie, la culture, l'environnement et la solidarité », a ouvert au public le 12 octobre 2019 sur le site de l'ancienne Société métallurgique de Normandie à Colombelles. Ce tiers-lieu coopératif se compose de deux espaces : la Grande Nef, de 1 100 m2, entièrement modulable, qui peut accueillir des manifestations de 200 à 1 000 personnes et la Petite Nef, qui se développe sur trois niveaux et 2 200 m2 et comprend bar-restaurant, ateliers partagés, bureaux partagés, salles de réunion mais aussi salles de répétition pour des résidences artistiques ou des séminaires de formation. « Cette réhabilitation, dans sa méthode et son
montage, préfigure notamment le « bien
construire », concept lié à la frugalité : art
d’une construction la plus exemplaire et
vertueuse possible, que ce soit dans ses
matériaux comme dans ses vocations, avec
à la clef un savoir faire autrement ». La restauration de la Grande Halle a été faite en effet avec des matériaux de réemploi issus de démolitions ou de réhabilitations de bâtiments situés dans la communauté urbaine ; charpentes, huisseries, dalles d'isolation, mobiliers sanitaires, carrelage. L'habillage du nouvel équipement a été réalisé par des artistes urbains, graffeurs venant d'un peu partout en France, selon un cahier des charges précis et grâce à un financement participatif et une aide du ministère de la culture dans le cadre de l'opération « C'est mon patrimoine ».
Les locaux accueillent une micro-folie, la 77e du réseau français, avec son musée virtuel, son espace de réalité virtuelle et son mini-laboratoire (imprimante 3D, brodeuse numérique, pôle de flocage de textile, tablette graphique).
Depuis l'automne 2023, la Grande Halle s'investit dans la préparation de la grande parade opératique confiée à la compagnie Le Ballon Vert, qui marquera, au printemps 2025, les festivités des mille ans d'histoire de la Ville de Caen. L'espace et la hauteur de plafond de l'équipement permettent en effet la fabrication des éléments et décors de cet évènement artistique hors norme qui se déroulera sur 5 km lors d'une déambulation reliant les principaux monuments caennais.

### Patrimoine naturel
La commune est concernée par deux zones naturelles d'intérêt écologique, faunistique et floristique (ZNIEFF) continentales : la zone Basse-vallée et Estuaire de l'Orne dont l'intérêt ornithologique est « le plus riche et diversifié du département du Calvados » et la zone Canal du Pont de Colombelles à la mer dont l'intérêt biologique réside en « son gradient de salinité (de 3 à 12 % de Caen à la mer) ». Ce canal abrite des espèces remarquables comme une rarissime méduse (Ostroumovia inkermaria) ou un petit crabe originaire du Bengale (Heterapanope tridentatus). Il « accueille en période de nidification plusieurs espèces d'oiseaux d'intérêt patrimonial telles que le goéland marin (Larus marinus), le goéland brun (Larus fuscus), le rossignol philomèle (Luscinia megarhynchos), la rousserolle effarvatte (Acrocephalus scirpaceus), l'hirondelle de rivage (Riparia riparia) ».
Sur le Plateau, la commune de Colombelles comporte par ailleurs un site archéozoologique et archéobiologique du Néolithique ancien dans la ZAC de Lazzaro.
En 2012, la commune a obtenu le niveau « une fleur » au concours des villes et villages fleuris (1er prix dans la 3e catégorie des communes entre 5 000 et 10 000 habitants). Elle a obtenu sa deuxième fleur en 2024.
Depuis décembre 2020, Colombelles est l'une des onze communes normandes reconnues "Territoire engagé pour la nature" par l'Office français de la biodiversité. Dans ce cadre, le 19 janvier 2022, en partenariat avec Giberville, elle a lancé la réalisation d'un atlas de la biodiversité communale dans une démarche participative proposée aux habitants. Ce label lui a été renouvelé pour une période de trois années qui verra d'ici 2026 la réalisation de trois nouveaux projets : la création d'une mare dans le Bois pour accueillir la grenouille rousse, espèce vulnérable identifiée à Colombelles ; la réalisation d'une aire pédagogique destinée à l'apprentissage de la biodiversité pour les scolaires et l'aménagement de passages dans les jardins pour la circulation des hérissons, demandé par les habitants.

### Personnalités liées à la commune

#### Nées dans la commune
- Raoul Ballière (1857 - juillet 1909), propriétaire, éleveur et jockey de trot, de plat et d'obstacle[205],[206], maire d'Hérouvillette[207]. Une course de groupe II à Vincennes honore sa mémoire. Il est le père de René et Henri Ballière. Cette famille a marqué le trot français durant plus d'un siècle.
- Jean Hougron (1923-2001), écrivain
- Daniel Druda (né en 1939), footballeur, puis entraîneur.

#### Liées à la commune
- Père Élie Mélia (1915-1988), recteur de l'église Saint-Serge-et-Saint-Vigor, aux lendemains de la Seconde Guerre mondiale[208].
- Les frères Wilkin, architectes, sont les auteurs de monuments à Colombelles, le groupe scolaire Jean-Jaurès et la mairie annexe de Canon[209]; ils possèdent une rue à leur nom. On leur doit localement les bains-douches.
- Georges Bikadorov (1918-1990), footballeur surnommé « le Russe bondissant », a vécu plusieurs années à Colombelles, s'est  marié à l'église Saint-Serge, a travaillé à la SMN avant de rejoindre le SCO Angers dont il a été l'entraîneur[210].
- Gisèle Guillemot (1922-2013), résistante, déportée, citoyenne d'honneur de Colombelles[211] où une rue porte son nom (quartier Jean-Jaurès)
- Annie Girardot (1931-2011), actrice, a été scolarisée à Colombelles[212].
- Michel Hidalgo (1933-2020), footballeur international, puis entraîneur national, qui débuta à l'US Normande. Le stade, anciennement dit du Plateau, terrain du club situé sur le territoire de la commune, porte aujourd'hui le nom Michel-Hidalgo.

### Héraldique
| Armes de Colombelles | Les armes de la commune de Colombelles se blasonnent ainsi : D'azur aux trois colombes au vol déployé d'argent, accompagnées, en abîme, d'une roue dentée de huit pièces d'or, au chef cousu de gueules chargé d'un léopard aussi d'or. |

C'est en 1945 que le conseil municipal décide de doter la ville d'armoiries et d'une devise : « Le travail dans la paix ». La composition du blason est due à Serge Himbaut, qui réalisa aussi les fresques de l'hôtel de ville inauguré en 1957. Les colombes évoquent le nom de la commune et symbolisent la paix à laquelle aspirent les Colombellois après deux conflits mondiaux. La roue dentée rappelle que le travail et la sidérurgie sont à l'origine du développement de la commune et le léopard en chef son appartenance à la Normandie.